# Documento nacional de identidad (Argentina)
En Argentina, el Documento Nacional de Identidad (DNI) es el documento primario de identificación con que cuenta cada ciudadano argentino y los extranjeros con domicilio en el territorio del país. Es expedido por el Registro Nacional de las Personas (RENAPER) al momento de nacer una persona, luego debe actualizarse a los 5 y 14 años de edad, y cada quince años al alcanzar la mayoría de edad.
Su formato y uso están reglamentados por la ley 17.671 de identificación, registro y clasificación del potencial humano nacional, sancionada el 29 de febrero de 1968, por la cual se reemplazaron a las Libretas de Enrolamiento (LE), que se expedían para los hombres en ocasión del servicio militar obligatorio, y las Libretas Cívicas (LC), que recibían las mujeres al cumplir los 18 años de edad.
Los DNI se tramitan en los «Registros Civiles» de cada localidad de la Argentina y en cada una de las oficinas denominadas «Centro de Documentación Rápida» (CDR). Además, se pueden tramitar en el exterior.  Los extranjeros tramitan su primer DNI en Migraciones.
Vale destacar que todos los Documentos Nacionales de Identidad expedidos por el Registro Nacional de las Personas hasta la entrada en vigencia del nuevo sistema mantienen su validez hasta el 31 de marzo de 2017, quedando exceptuados de renovarlos las personas mayores de 75 años.
De tal forma que las LE, las LC, los viejos DNI de tapas verdes, las Cédulas de Identidad o anteriores, siguieron siendo documentos válidos hasta esa fecha. A partir del 1 de abril de 2017, para las personas menores de 75 años, el DNI tarjeta es el único tipo de documento de identidad válido.
En 2020 fue remodelado con un mapa bicontinental mostrando la Antártida Argentina y desde 2023, cuenta con identificación biométrica, incluyendo características nuevas.

## Formato y partes del DNI

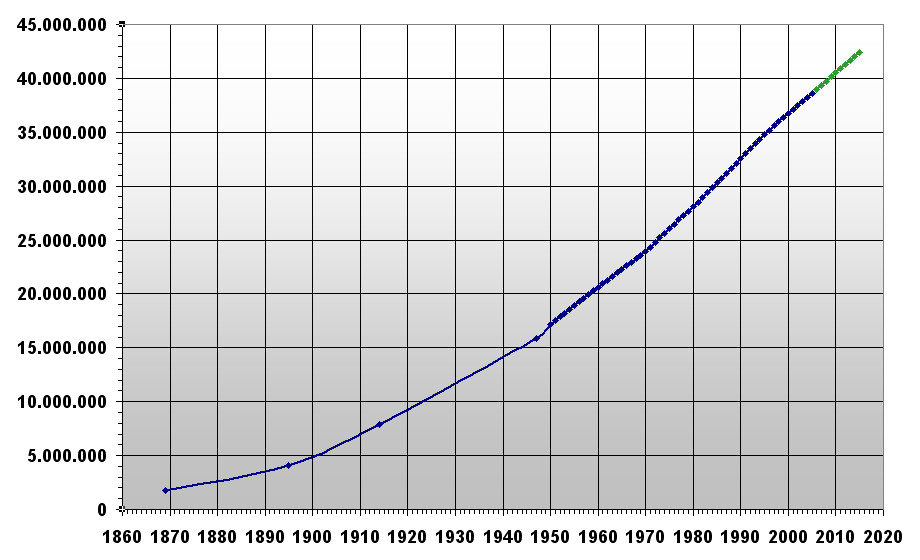
Crecimiento poblacional de Argentina entre 1869 y 2015.

Durante la gestión del ministro de Interior Florencio Randazzo se comenzó expedir lo que se conocería como NUEVO DNI de Argentina. Este tipo de DNI se comenzó a expedir a partir del 4 de noviembre del 2009, mediante Resolución 1800/2009, inicialmente con un formato libreta (junto a la credencial), luego suprimido en mayo de 2012.
La fabricación del documento pasó a ser por el Estado Argentino, con unas significativas mejoras con respecto al antiguo modelo de fabricación (escándalo de los sobornos de Siemens AG en Argentina).
Se digitalizaron más de 50 millones de fichas de identificación de las personas, se mejoró la forma y distribución en todo el país con un nuevo y único formulario (en formato papel y electrónico) que sustituye a los numerosos anteriores.
También se mejoraron las modalidades en la toma del trámite e ingreso de los datos al RENAPER y por sobre todo la calidad y seguridad del DNI. Se redujeron los plazos en las comunicaciones de novedades a la Justicia Electoral e inconsistencias o redundancias de datos en el proceso de verificación e identificación. El cotejo dactiloscópico es realizado en forma totalmente digital por personal técnico especializado del organismo, en su puesto de operaciones contrastando las huellas dactilares digitalizadas de la ficha identificatoria del ciudadano con las huellas dactilares del trámite electrónico que corresponde a la solicitud de un nuevo ejemplar.
Una vez realizado el trámite del DNI la persona podrá recibirlo en su casa en un plazo no mayor de 10 días para el caso de la ciudad y región metropolitana de Buenos Aires y unos cinco días más para el resto del país.
Los DNI de ciudadanos mayores de 14 años, argentinos o extranjeros, tienen una validez de 15 años a partir de la fecha de su expedición, por lo que vencido dicho plazo, deberán actualizarse.
El DNI fue pensado para su uso cotidiano y así evitar los problemas que se le ocasionaban a la persona que extraviaba su DNI único.
Era expedido a todo aquel ciudadano argentino o extranjero con residencia permanente, mayor de 16 años (antigua vigencia de los DNI otorgados a los recién nacidos), aunque suprimida la libreta, el 21 de mayo de 2012, su emisión comenzó a ser única para todos inclusive para los recién nacidos.

### Medidas
Las medidas del DNI argentino son las estándar ISO ID-1: 85,60 mm de ancho, por 53,98 mm de alto.

### Primera cara

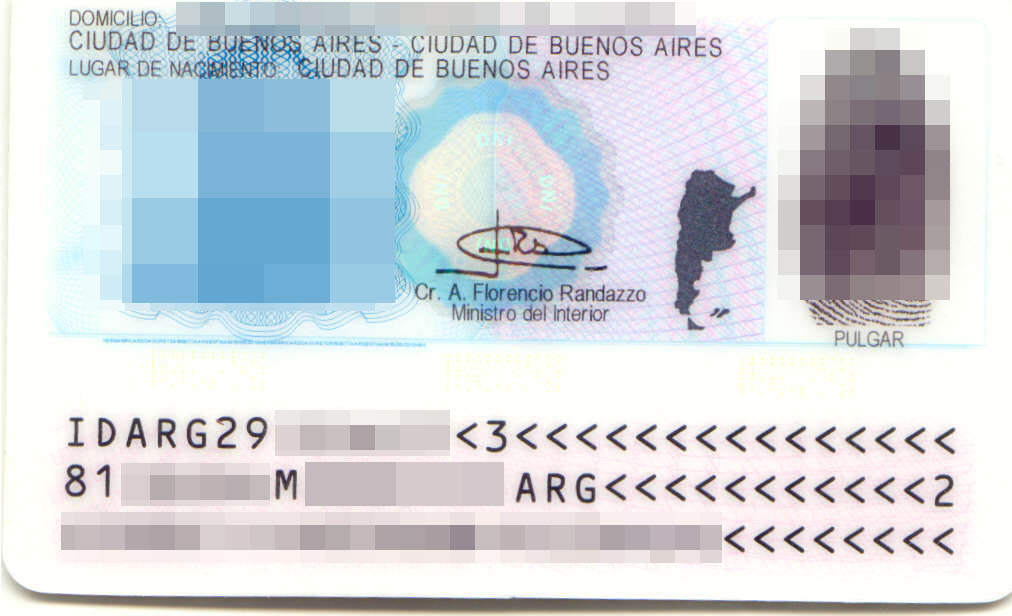
Reverso del tipo de DNI tarjeta (imagen pixelada para resguardar la identidad de la persona).

El frente del DNI presenta el número identificatorio impreso con láser, foto, el apellido, nombre, número de documento, nacionalidad, sexo, fecha de expedición y vencimiento del DNI, firma y código de identificación digital, y soporte para braile.

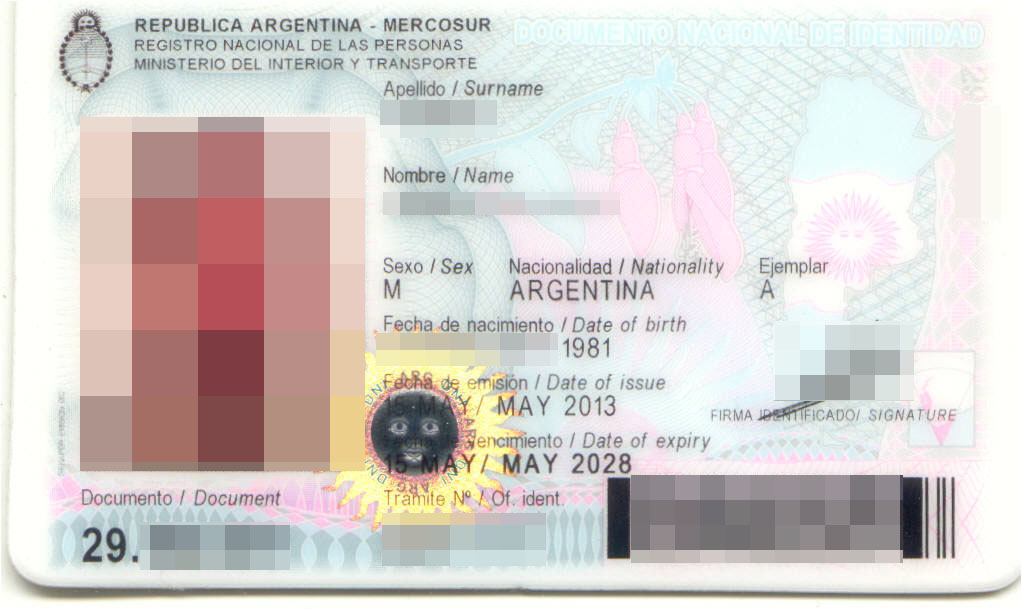
Anverso del antiguo tipo de DNI tarjeta Pre-biomérico (imagen pixelada para resguardar la identidad de la persona).

Como elementos de seguridad figuran imágenes de variaciones ópticas, imagen latente, fondos numismáticos, con símbolos nacionales (como las Islas Malvinas o la flor del Ceibo, por ejemplo). Teniendo otras características de seguridad.

### Segunda cara
En la segunda cara se encuentra el código de identificación digital (Código QR), domicilio, fecha y lugar de nacimiento. 
Como elementos de seguridad se encuentran:
- Nanotextos con el nombre, apellido, número de documento y nacionalidad de la persona.
- Fondos numismáticos.
- Imagen del territorio argentino en tinta OVI.

## Tipos de DNI

### DNI menor de 14 años
Este DNI tiene dos estados: Entre el nacimiento y los 5 a 8 años y desde esa edad hasta los 14 años. Anteriormente, hasta 1 de noviembre de 2012, la actualización de los 14 años debía realizarse a los 16; sin embargo, la modificación de la Ley Electoral argentina, implementándose el voto optativo entre los 16-17 años, obligó a reducir la edad de actualización a los 14 años (dos años antes de poder emitir el voto, para la inscripción en el Padrón Electoral).

#### Primer DNI
Este es el Primer Documento que expide el RENAPER. Físicamente era idéntico al DNI definitivo solamente que en la portada figuraba la inscripción «Menor de 16 años» (en su formato libreta, suprimido actualmente, y cuando todavía estos DNI tenían vigencia de 16 años). No llevaba fotografía ni la impresión del dígito pulgar derecho hasta la actualización de los 5/8 años, sin embargo, desde la emisión desde 2012 del DNI únicamente en formato tarjeta los lleva. Además, en la actualidad, dada la modificación de la Ley Electoral Argentina, estos DNI se emiten con vigencia hasta los 14 años, y ya no a los 16 años. 
El mismo es solicitado por lo(s) ascendiente(s) legal(es) debiendo presentar ante el Registro Civil o Centro de Gestión y Participación que corresponda al domicilio de lo(s) ascendiente(s) legal(es), unidad Sanatorial u Hospitalaria donde se produjo el nacimiento (si la misma cuenta con este servicio):
- Certificado médico original con sello del profesional firmante, o Certificado de Nacido vivo expedido por Hospital o Clínica

Quiénes pueden inscribir un nacimiento:
- Ascendiente(s) legal(es) casado(s): En este caso puede inscribir el nacimiento cualquiera de los cónyuges, debiendo presentar DNI, Libreta Cívica o Libreta de Enrolamiento, Libreta o Partida de Matrimonio y Certificado Médico de Nacimiento.
- Ascendiente(s) legal(es) no casado(s): Deben inscribir el nacimiento ambo(s) ascendiente(s) legal(es), presentado DNI, Libreta Cívica o Libreta de Enrolamiento y Certificado Médico de Nacimiento.

A falta de documento de alguno de lo(s) ascendiente(s) legal(es), deberán concurrir dos testigos mayores de 21 años quienes acreditarán la identidad de los mismos.
Si son casados también pueden inscribir por el servicio de intervinientes en los sanatorios que lo tuvieran.

#### Actualización del primer DNI
Cuando el infante alcance la edad escolar, es decir, a partir de los 5 años y hasta los 8 años cumplidos inclusive, se debe realizar la primera actualización del DNI de recién nacido.
Esta actualización consiste en agregar la foto, la impresión del pulgar derecho y la firma del niño. Para realizar esta actualización el menor debe ser acompañado por su(s) ascendiente(s) legal(es) al Registro Civil más cercano a su domicilio (lógicamente también puede ser solicitado en las sedes directas del RENAPER). Es de importancia notar que el DNI debe estar en perfectas condiciones de uso sino deberá solicitarse uno nuevo y posteriormente sí realizar la correspondiente actualización.
El menor presenta Partida de Nacimiento (original y fotocopia) actualizada con menos de 6 meses de emitida y dos fotos actualizadas (con las características mencionadas al comienzo).

### DNI ejemplar A
El DNI Original es el documento que, por lo menos en teoría, acompaña a la persona el resto de su vida, claro está que por robo, extravío, destrucción o si estuviere en mal estado tendrá que solicitarse un nuevo ejemplar. El término "original" se refiere a que es el primer documento definitivo que le fue expedido a la persona.
Cumplidos los 14 años el menor debe concurrir, sin necesidad de su(s) ascendiente(s) legal(es), a la sede más cercana del Registro Civil (o Registro Nacional de las Personas) y solicitar su DNI definitivo. Esta actualización genera un nuevo ejemplar que pasará a ser el "Documento de Identidad" de la persona. Además se comunican los datos del solicitante a la Cámara Nacional Electoral para su inclusión en el Padrón Electoral. Cuando se recibe el nuevo documento o bien cuando expirase la fecha de vencimiento indicada en el mismo documento, el de "menor de 14 años" (o 16 años, previa reforma de la Ley Electoral) pierde su vigencia; antiguamente se destruía el anterior, actualmente el titular puede mantener su antiguo DNI.
En el momento de realizar el trámite se expide un certificado de "Documento en trámite" donde constan los datos personales, el que luego se entrega al correo una vez recibido en el domicilio el DNI o bien, en caso de no recibirlo, en la oficina donde se inició el trámite o el mismo correo.
En el caso en que los ciudadanos estén identificados con Libreta de Enrolamiento (hombres) o Libreta Cívica (mujeres) al realizar el canje reciben un DNI Original que conserva el mismo número de sus respectivas libretas. Las Libretas de Enrolamiento se expedían para los hombres en ocasión del servicio militar obligatorio y las Libretas Cívicas a las mujeres al cumplir la mayoría de edad.
Es de recalcar que quienes posean LE o LC o DNI tipo libreta tienen la obligación de canjearla por un DNI hasta el 31 de diciembre de 2014. (Esta disposición ha sido prorrogada hasta julio de 2015, para las personas mayores de 75 los documentos anteriores conservarán su validez)
En el caso en que los ciudadanos estén identificados con LE o LC al realizar el cambio (canje) reciben un DNI Original que conserva el mismo número de sus respectivas libretas.
Para realizar el canje de la LE o LC por el DNI, debe presentar su libreta, en alguna sede directa del RENAPER o dependencia habilitada del Registro Civil.

### DNI ejemplar B y ejemplares subsiguentes
Si el Documento de Identidad Original fuere objeto de cambio de domicilio, robo, hurto, extravío, destrucción o deterioro deberá solicitarse un nuevo ejemplar, para lo cual la persona deberá dirigirse al Registro Civil más cercano a su domicilio (o sedes del RENAPER) sin necesidad de presentar ningún requisito.

### DNI Extranjeros
Se denomina así al DNI que se les otorga a los extranjeros que tengan residencia permanente en el país. Anteriormente, cuando se empleaba el DNI en versión de libreta, su tamaño era idéntico al DNI estándar, pero el color difería en la portada, la cual tenía un tinte bordó y colocaba la inscripción "Extranjero", además el orden y configuración de las hojas era distinto.
A partir del 2012, debido a la eliminación del DNI en formato libreta, el DNI extranjero era muy similar a los otros; no obstante, estos poseían datos sobre la estadía de la persona en el país, una leyenda en letras rojas diciendo “extranjero” y el número comenzaba en 9. Sin embargo, esto cambió con una disposición del RENAPER el 25 de noviembre de 2021, que hizo que el DNI de Argentinos y Extranjeros sean prácticamente idénticos.
Los tipos de DNI de extranjeros son los mismos que para los nacionales, es decir, menor a 14 años, mayor a 14 años ejemplar "A", ejemplar "B" y otros ejemplares.

## Versiones anteriores
El DNI Argentino ha tenido varias versiones anteriones anteriores. Antiguamente era un formato libreta, que fue transformándose en uno tarjeta.

### Características generales
El D.N.I. libreta verde/bordó era un documento que constaba de 8 páginas, 17 caras y tenía similares características a las de un Pasaporte. Tanto la portada como las primeras cuatro hojas contienen el número del documento en la parte superior, impresa a base de pequeños agujeros que conforman los caracteres.
Es importante destacar que el D.N.I., al contrario de la mayoría de los documentos nacionales, no tenía fecha de expiración, es decir, una vez emitido tenía validez de por vida, no siendo necesario pedir otros ejemplares sino por alguna de las causas contempladas por la ley, es decir robo, extravío, destrucción, deterioro.

#### Portada

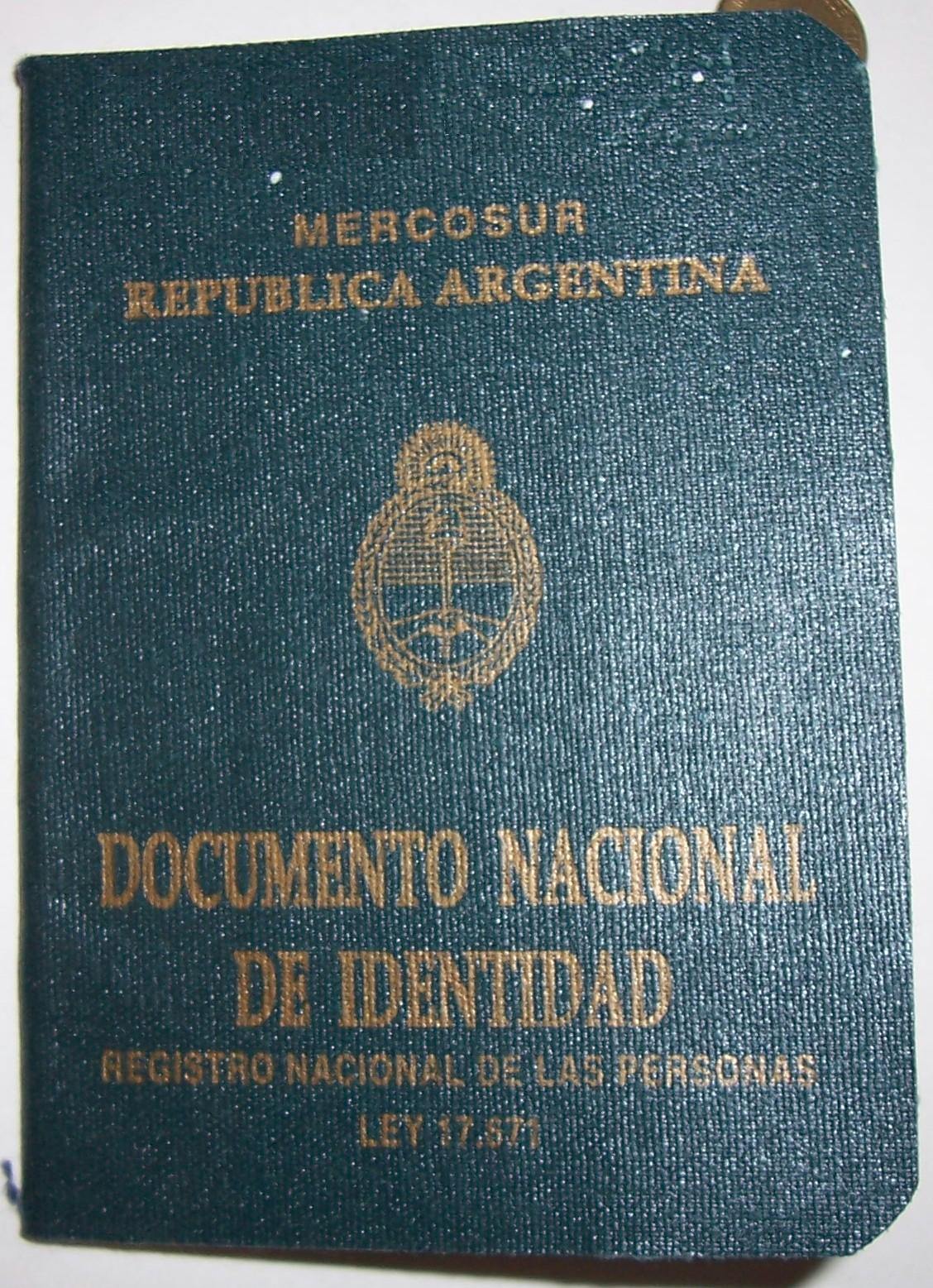
Portada de un D.N.I. para una persona mayor a 16 años.

La portada es la que se ve en la foto. Si se trata del primer documento (para menores de 16 años) el mismo tiene la inscripción "Menor de 16 Años". Al reverso de la portada, es decir, al abrir el documento, se encuentran citados dos artículos de la ley 17.671, ellos son:

#### Artículo 13
La presentación del Documento Nacional de Identidad, expedido por el Registro Nacional de las Personas, será obligatoria en todas las circunstancias en que sea necesario probar la identidad de las personas comprendidas en esta Ley, sin que pueda ser suplido por ningún otro documento de identidad, cualquiera fuere su naturaleza u origen.

#### Artículo 47
Todas las personas de existencia visible o sus representantes legales, comprendidas en la presente Ley, están obligados a comunicar en las oficinas seccionales, consulares o que se habiliten como tales, el "cambio de domicilio", dentro de los treinta días de haberse producido la novedad.

El espíritu de incluir estos dos artículos en el documento, es hacer recordar al ciudadano, dos de los aspectos más importantes por los cuales se posee el mismo, si bien según la legislación argentina las leyes se presumen sabidas, no está de más que figuren.

### La primera y segunda cara
Esta parte del documento es la más importante por identificar a la persona. En el modelo nuevo de documento los datos están en perpendicular a la apertura del mismo, o sea, idéntico a un Pasaporte.

#### Primera Cara

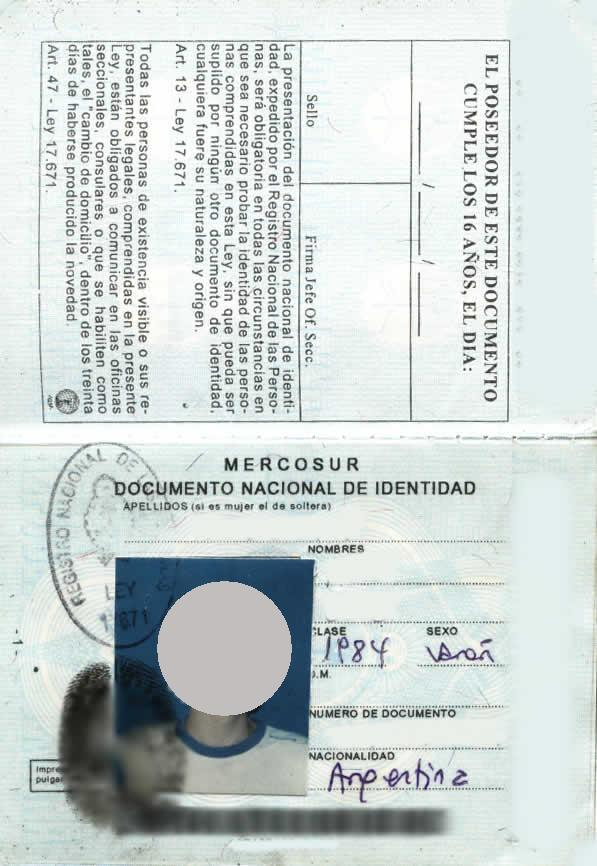
Página 1 de un D.N.I.

Los datos que contiene eran: la fotografía de la persona que debía ser de 4x4 cm 3/4 perfil derecho fondo celestela impresión del dígito pulgar derecho que debe estar mitad sobre la hoja del documento y mitad sobre la fotografía y el sello del Registro Nacional de las Personas de la misma forma, mitad y mitad. El lado derecho de la hoja contiene los siguientes datos: Apellidos, Nombres, Clase (año de nacimiento), Sexo, Número de Documento (escrito con tinta) y la Nacionalidad. La parte inferior de la hoja contiene un código de barras con el código único del D.N.I. La primera cara a su vez debe estar recubierta con el lacre protector para evitar que la fotografía se despegue por accidente y para proteger los datos más importantes como son la identificación misma de la persona.

#### Segunda Cara

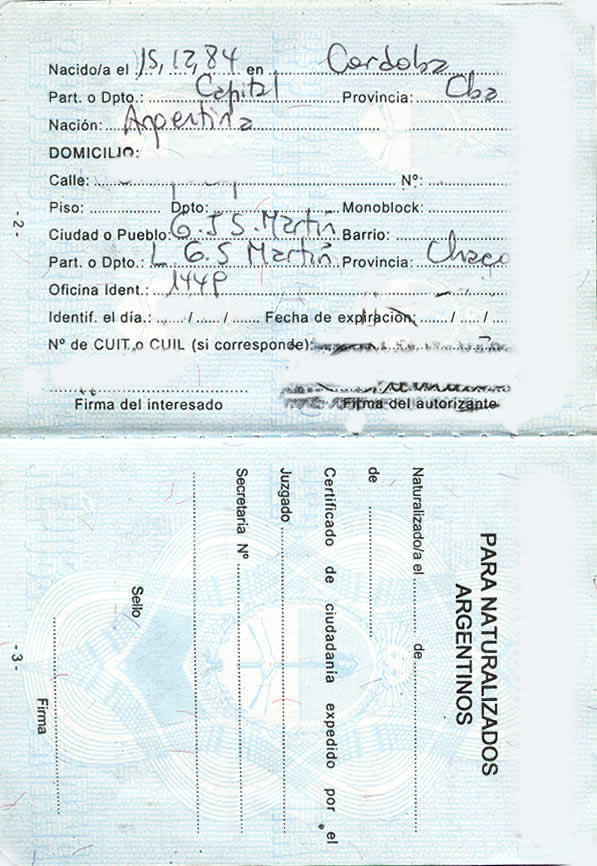
Páginas 2 y 3 de un D.N.I.

Los datos que contiene son importantes pero en un nivel inferior a los de la primera cara. Los datos son: la Fecha de nacimiento, Lugar, Partido o Departamento, Provincia, Nación. Debajo están los datos del domicilio de la persona al momento de obtener el documento, que como dice el artículo 47 se modifica en las correspondientes hojas cuando se produzca la novedad. Luego de los datos del domicilio están los datos del CUIT o CUIL y las respectivas firmas del poseedor del D.N.I. y una firma autorizada del Registro Nacional de las Personas.

### Tercera Cara
Destinado a los Naturalizados Argentinos. Repetía los datos de nacimiento de la hoja 2 y conten los nombres del juzgado y secretaría competentes que expidieron el certificado de ciudadanía más sello y firma autorizados.

### Cuarta Cara

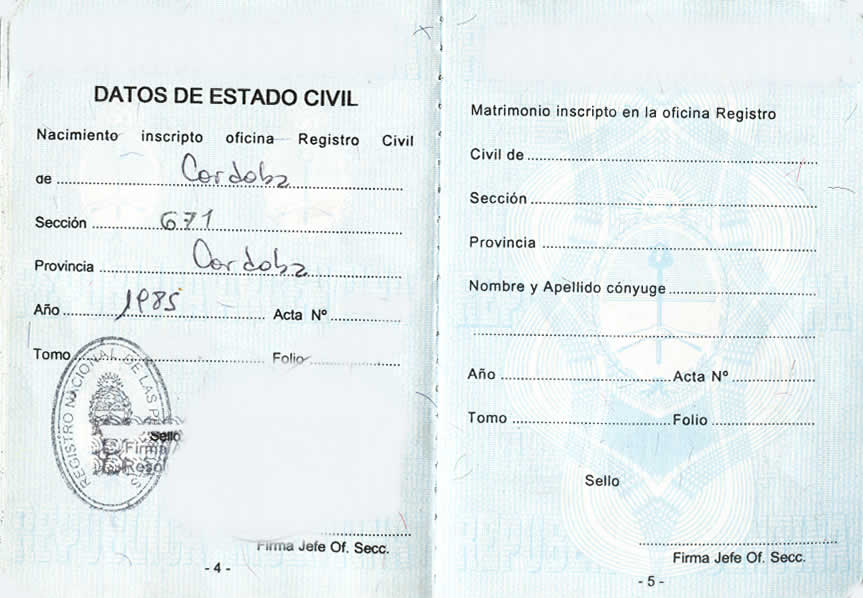
Páginas 4 y 5 de un D.N.I.

Estos datos deben coincidir con los de la Partida de Nacimiento de la persona. Sólo se completa para los nacidos en el país. Los campos son: Provincia de Nacimiento, Registro Civil dónde fue inscripta la criatura (es un número, ejemplo: 671), Año, Número de Acta, Tomo y Folio de la misma. Sello y firma autorizados.

### Quinta Cara
Está destinada a registrar el matrimonio de la persona. Los datos son la seccional del Registro Civil donde el mismo fue inscripto y los del cónyuge, sello y firma autorizados.

### Sexta Cara

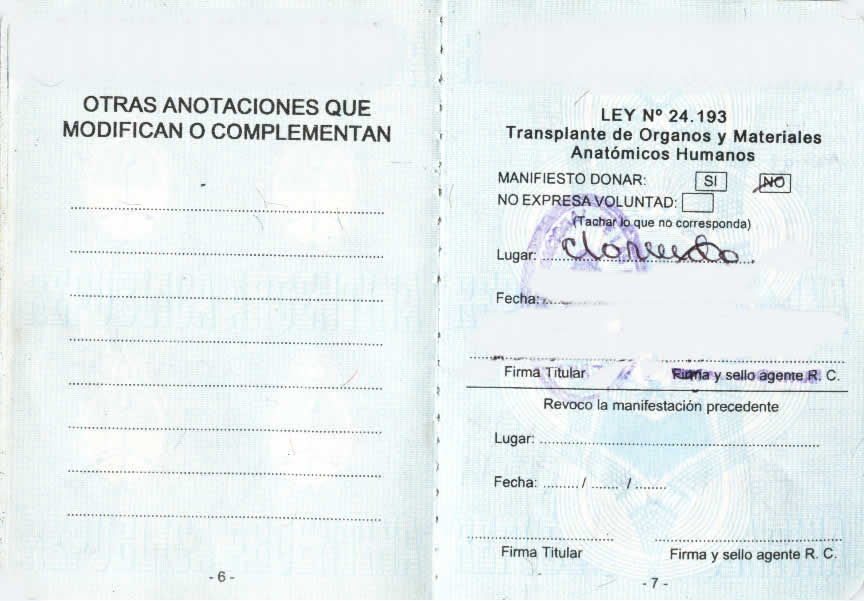
Páginas 6 y 7 de un D.N.I.

Su título es "Otras anotaciones que modifican o complementan" y tiene varios renglones en blanco. Por lo general se utiliza este lugar para dejar constancia cuando el D.N.I. es distinto del original, es decir, cuando se solicitó duplicado, triplicado, cuadruplicado, etc. por las distintas causas contempladas en la ley (extravío, robo o deterioro). Esta información debe constar acompañada de la firma y sello autorizados del ReNaPer. Es de destacar la importancia de la citada información ya que según el Código Electoral Argentino una persona puede votar sólo con igual o superior documento al que figura en el padrón, nunca inferior. Entonces el fiscal de mesa debe fijarse en la sexta cara para probar si lo que figura en el padrón coincide con el documento presentado por el votante. Si la sexta cara está en blanco es tácito que se trata del D.N.I. original.
Según la resolución 1825/2008, los nuevos DNI expedidos por el Registro Nacional de las Personas (distintos del original) no usarán más la leyenda "Duplicado" "Triplicado "Cuadruplicado", etc., sino que comenzarán con la letra "A" y así en orden alfabético, excepto para el DNI de menor de 16 años. Es decir, la letra "A" aparecerá recién en el DNI de mayor de 16 años y seguirá el orden alfabético (B, C, D, etc.) en caso de solicitarse por extravío, robo o deterioro. Dicha inscripción seguirá teniendo lugar en la sexta cara del DNI.

### Séptima Cara
El artículo 20 de la Ley 24.193 (texto actualizado por las normas complementarias) esctablecía:

Los canales habilitados para receptar las expresiones de voluntad previstas en el artículo 19 de las personas capaces mayores de DIECIOCHO (18) años son los siguientes:

a) Instituto Nacional Central Único Coordinador de Ablación e Implante (Incucai);
b) Registro Nacional de las Personas (Renaper);
c) Registros del Estado Civil y Capacidad de las Personas;
d) Autoridades sanitarias jurisdiccionales, a través de los organismos jurisdiccionales y de los establecimientos asistenciales públicos y privados habilitados a tal fin;
e) Policía Federal;
f) Correo Oficial de la República Argentina Sociedad Anónima.
Las manifestaciones de aquellas personas que, ante la realización de cualquier trámite ante el Registro Nacional de las Personas (Renaper) o Registros del Estado Civil y Capacidad de las Personas, deseen expresarla, deberán ser receptadas por los funcionarios designados por los mencionados organismos a tal efecto y asentadas en el documento nacional de identidad del declarante.
Las instituciones consignadas en los incisos b), c), d) y e) deberán comunicar en forma inmediata al Instituto Nacional Central Único Coordinador de Ablación e Implante (Incucai) las manifestaciones de voluntad recibidas a efectos del cumplimiento de lo dispuesto en el artículo 44 inciso n).
El Correo Oficial de la República Argentina Sociedad Anónima, a solicitud de cualquier ciudadano capaz mayor de DIECIOCHO (18) años, expedirá en forma gratuita telegrama al Instituto Nacional Central Único Coordinador de Ablación e Implante (Incucai), en el que conste la negativa del remitente a donar sus órganos y tejidos para después de su muerte.
Las manifestaciones de voluntad ante cualquiera de los organismos mencionados no podrán tener costo alguno para el declarante.
La reglamentación podrá establecer otras formas y modalidades que faciliten las expresiones de voluntad.
(Artículo sustituido por art. 1° de la Ley N° 26.326 B.O. 26/12/2007).

### Cambios de Domicilio

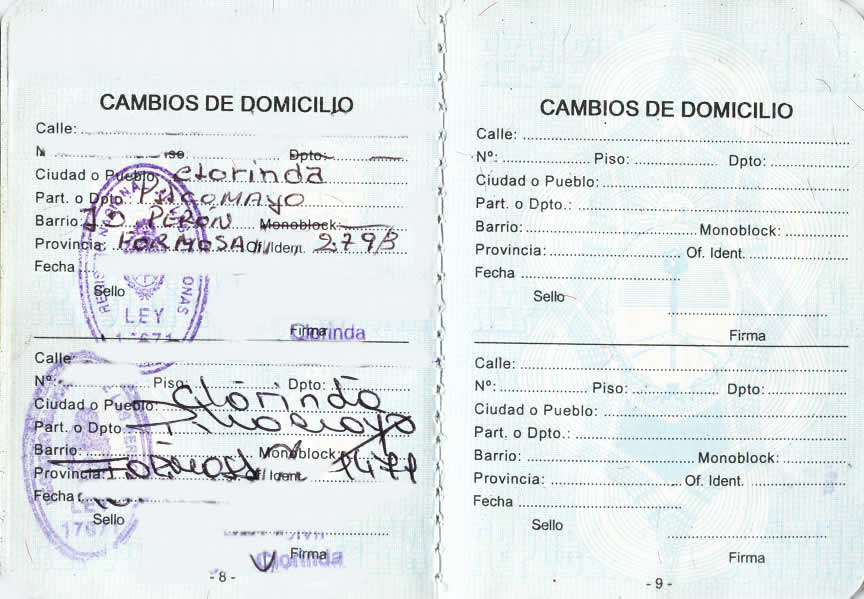
Páginas 8 y 9 de un D.N.I.

Desde la novena a la undécima cara están habilitados en total ocho lugares para registrar los "Cambios de Domicilio" citados en el artículo 47 de la Ley 17.671. Cada uno de estos ocho lugares contienen los siguientes campos: Calle, N.º, Piso, Departamento, Ciudad o Pueblo, Partido o Departamento, Barrio, Monoblock, Provincia, Oficina de Identificación, Fecha, Sello y Firma autorizados. Los campos que no se utilizan en cada caso se deben tachar. Si se completan todos los lugares disponibles y es necesario registrar un nuevo domicilio se deberá solicitar un D.N.I. nuevo.

Artículo 38: Será sancionado con una multa cuyo importe será equivalente a una (1) tasa vigente a la fecha en que se realice el tramite, la persona mayor de dieciséis (16) años que no denuncie dentro de los noventa (90) días de producido su cambio de domicilio o el de sus representados.

(Artículo sustituido por art. 4 de la Ley N° 24.755 B.O.30/12/1996)

Artículo 47. — Se tendrá por domicilio el definido por el Código Civil como domicilio real y por residencia habitual el lugar donde la persona habite la mayor parte del año. La edad y el último domicilio anotado en el documento nacional de identidad son los únicos válidos a los efectos militares y electorales que determinen las leyes respectivas.

Todas las personas de existencia visible o sus representantes legales, comprendidas en la presente ley, están obligados a comunicar en las oficinas secciónales, consulares o que se habiliten como tales, el cambio de domicilio, dentro de los treinta días de haberse producido la novedad.

#### Autoridades Militares

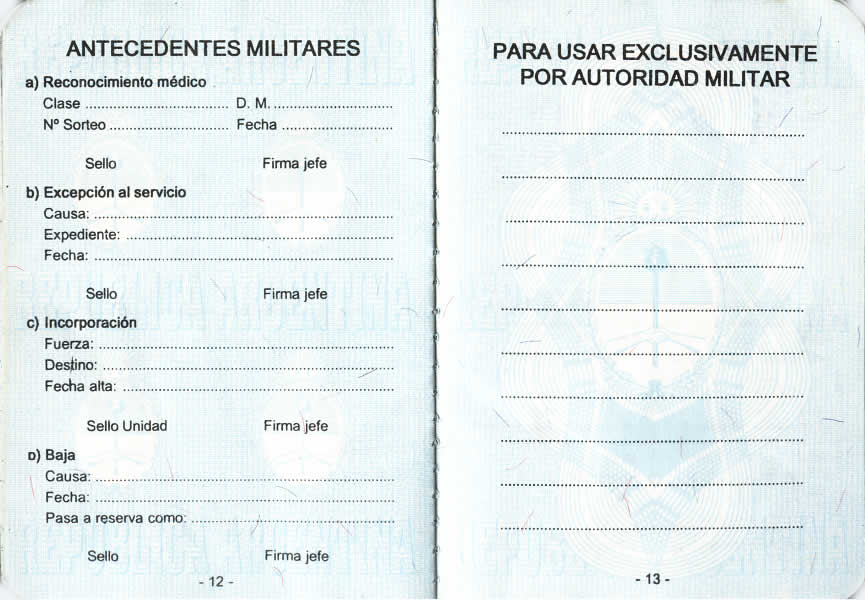
Páginas 12 y 13 de un D.N.I.

Las caras 12 y 13 únicamente pueden ser completadas por autoridad militar, en la cara 12 se encuentran los antecedentes militares, es decir: 1) Reconocimiento Médico, 2) Excepción al servicio, 3) Incorporación y 4) Baja. La cara 13 contiene espacios en blanco para anotaciones complementarias.

### Constancias Electorales

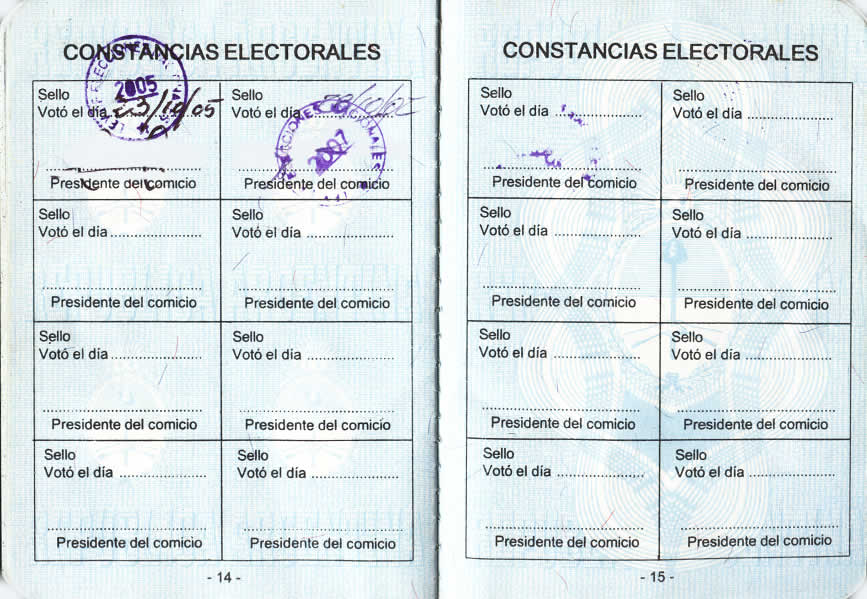
Páginas 14 y 15 de un D.N.I.

A partir de la cara catorce a la diecisiete se encuentran en total 32 rectángulos de 3.15x2cm cada uno, para asentar las constancias electorales de la persona. Cada constancia se compone del Sello del comicio (cada comicio tiene un sello distinto), luego la fecha de votación y la firma del presidente de la mesa. Es de notar que a un promedio de una votación cada 2 años eso nos da como resultado 64 años de "vida electoral" para un D.N.I. y teniendo en cuenta que se comienza votar a partir de los 18 años una persona podría portar un mismo D.N.I. hasta los 82 años (por encima de la media de vida que es de alrededor de 72 años para Argentina), de cualquier manera el Código Electoral Argentino prevé para el caso de que si están todos los lugares llenos se pueden utilizar, para asentar la constancia del comicio, cualquier otra hoja que estuviere en blanco.

### D.N.I. Libreta celeste
El Documento Nacional de Identidad de la República Argentina se presentó en dos formatos. Uno es en formato de libreta (tamaño DIN B7) y otro de tarjeta credencial.
Este D.N.I. se comenzó a expedir a partir del 4 de noviembre del 2009, cuando la presidencia de la nación Cristina Fernández de Kirchner lo presentó mediante resolución 1800/2009.
La fabricación del documento pasó a ser por el Estado Argentino, con unas significativas mejoras con respecto al antiguo modelo de fabricación.
Se digitalizaron más 50 millones de fichas de identificación de las personas, se mejoró la forma y distribución en todo el país con un nuevo y único formulario (en formato papel y electrónico) que sustituye a los numerosos anteriores.
También se mejoraron las modalidades en la toma del trámite e ingreso de los datos al Re.Na.Per y por sobre todo la calidad y seguridad del D.N.I. Se redujeron los plazos en las comunicaciones de novedades a la Justicia Electoral e inconsistencias o redundancias de datos en el proceso de verificación e identificación. El cotejo dactiloscópico es realizado en forma totalmente digital por personal técnico especializado del organismo, en su puesto de operaciones contrastando las huellas dactilares digitalizadas de la Ficha Identificatoria del ciudadano con las huellas dactilares del trámite electrónico que corresponde a la solicitud de un nuevo ejemplar.
Una vez realizado el trámite del D.N.I la persona podrá recibirlo en su casa en un plazo no mayor de 5 días para el caso de la ciudad y región metropolitana de Buenos Aires y unos días más para el resto del país.
Los DNI de ciudadanos mayores de 16 años, argentinos o extranjeros, tienen una validez de 15 años  a partir de la fecha de su expedición, por lo que vencido dicho plazo, deberán actualizarse.

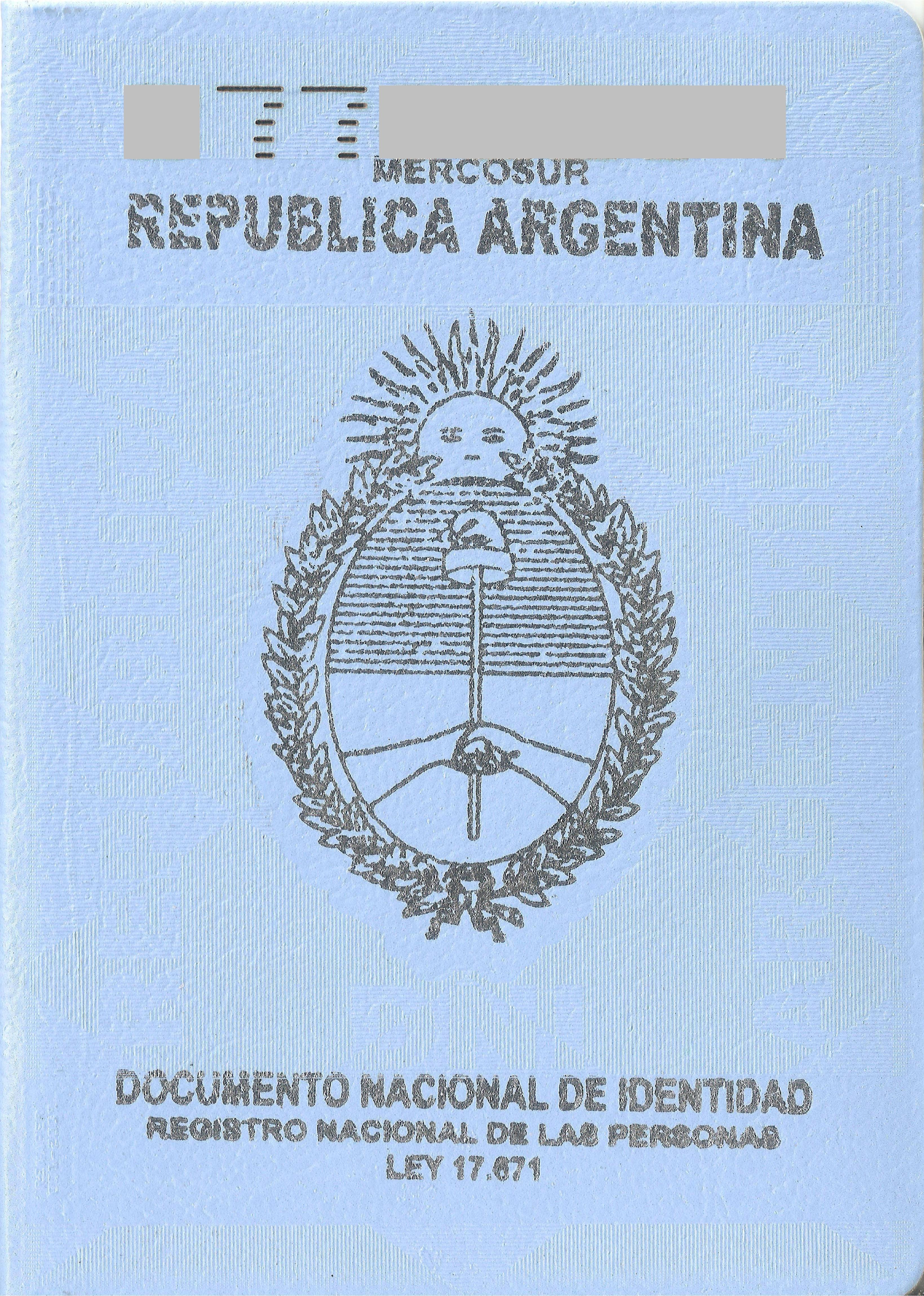
Portada del DNI

### Portada
La portada del DNI presentaba un color celeste, en tono con la  bandera nacional. Se encuentra impreso con láser en la parte superior, el número correspondiente a la persona y estampado en color plata, Mercosur y  República Argentina. En el centro, también estampado en color plata, está el  escudo nacional. Y el la parte inferior, la ley que lo reglamenta.

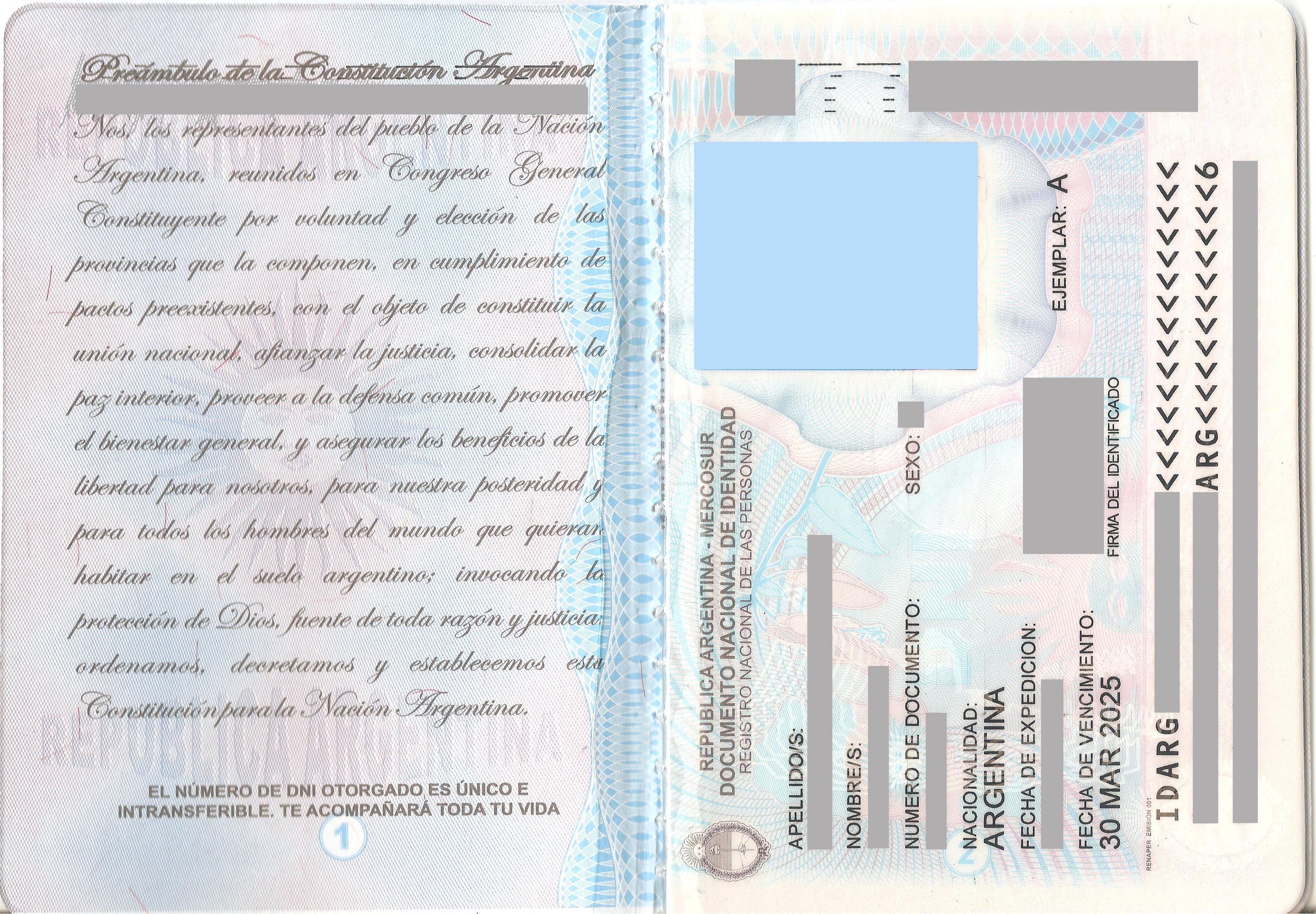
DNI hojas 1 y 2

#### Primera cara
En la primera hoja se encuentra impreso el  Preámbulo de la  Constitución Argentina.

#### Segunda cara
En la segunda hoja se encontraba la numeración impresa con láser correspondiente a la persona, la foto y debajo de ésta se encuentra la leyenda “Ejemplar A” que será impresa luego de haber actualizado el documento a los 16 años y en caso de que el DNI sea extraviado, robado o deteriorado, la letra irá aumentando alfabéticamente (“Ejemplar B”, “Ejemplar C”, sucesivamente) dependiendo de la cantidad de incidentes que se haya tenido con el documento. También los datos personales que se incluyen son: nombre, apellido, sexo, nacionalidad, firma, fecha de emisión y vencimiento. Contiene elementos antifalsificación como guarda en registro perfecto, imágenes de variación óptica, fondos numismáticos de distintas figuras como el  ceibo, la flor nacional.

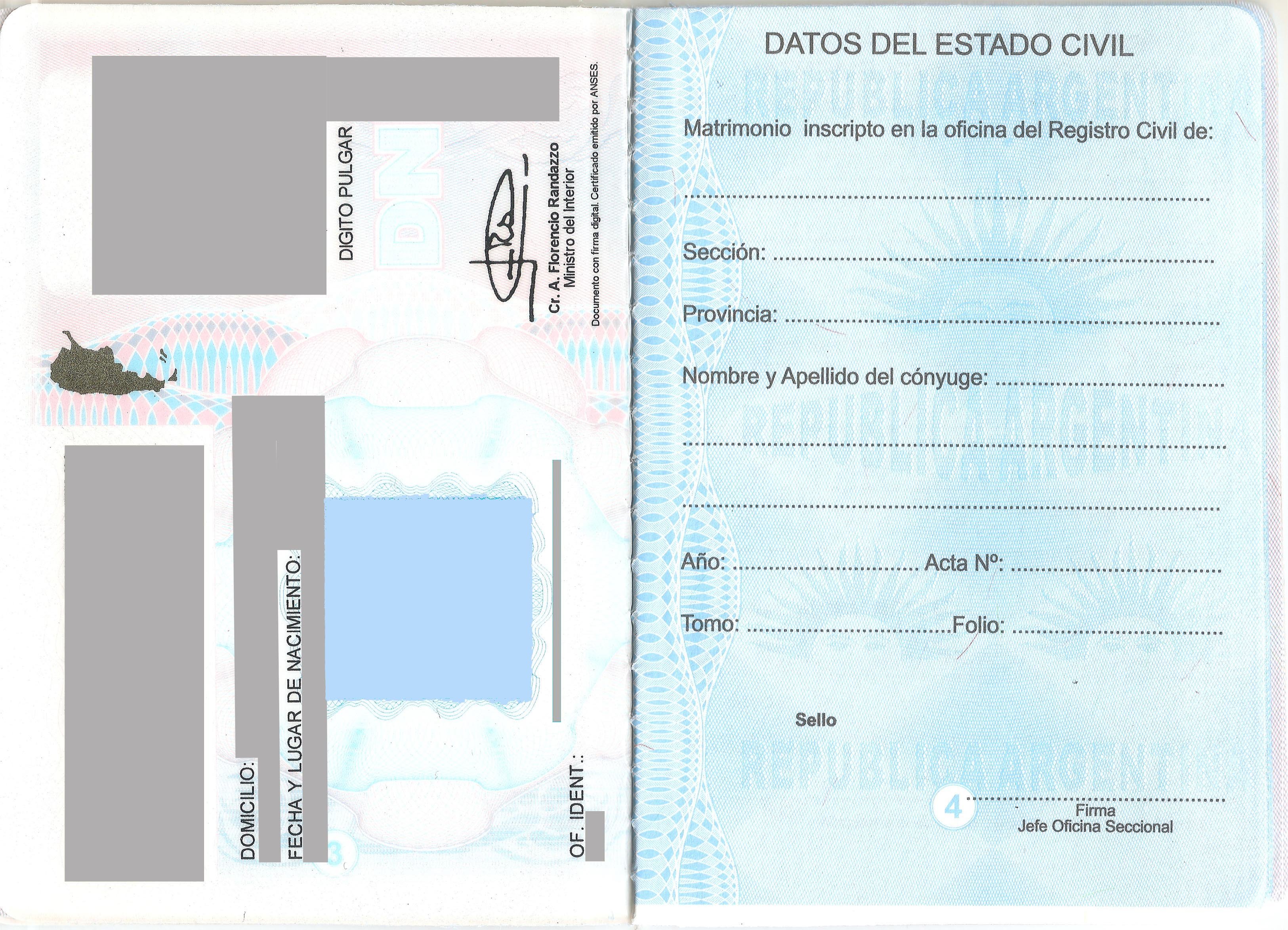
DNI hojas 3 y 4

#### Tercera cara
En la tercera cara se encuentra el código de identificación digital (PDF417), domicilio, fecha y lugar de nacimiento y la huella digital del pulgar. 
Como elementos de seguridad se encuentran:
- Nanotextos con el nombre, apellido, número de documento y nacionalidad de la persona.
- Fondos numismáticos.
- Imagen fotográfica de la persona en monocolor modulada en guilloches.
- Imagen del territorio argentino en tinta OVI.

#### Cuarta cara
En la cuarta cara se inscriben los datos del estado civil. 
Registro civil, sección, provincia, nombre y apellido del cónyuge, año, número de acta, folio, sello y la firma del jefe de la oficina seccional.

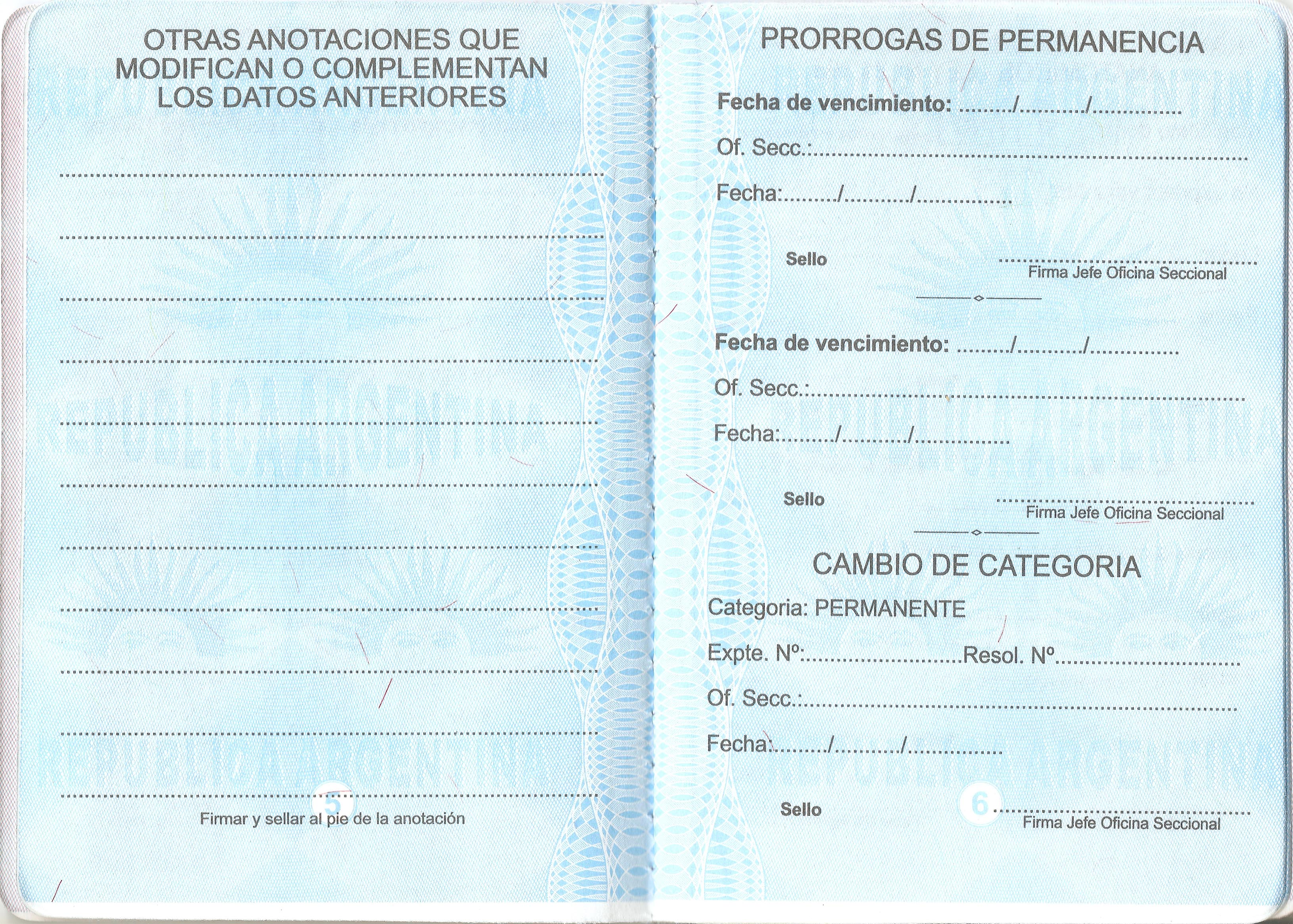
DNI hojas 5 y 6

#### Quinta cara
Se escribe anotaciones complementarias a los datos del registro civil en caso de ser necesario.

#### Sexta cara
Prórrogas de permanencia: 
LEY 25.871 Art: 24
Espacio solo utilizado para los considerados residentes transitorios, es decir a toda persona extranjera que desea permanecer en el país con un máximo de 3 meses, el cual una vez vencido el plazo, deberá pedir una prórroga de permanencia.
Cambio de categoría: Se cambia la carátula de residente transitorio a residente permanente por lo que la persona extranjera pasará a tener un DNI fijo sin necesidad de estar pidiendo prórrogas cada vez que se venza el tiempo de permanencia.

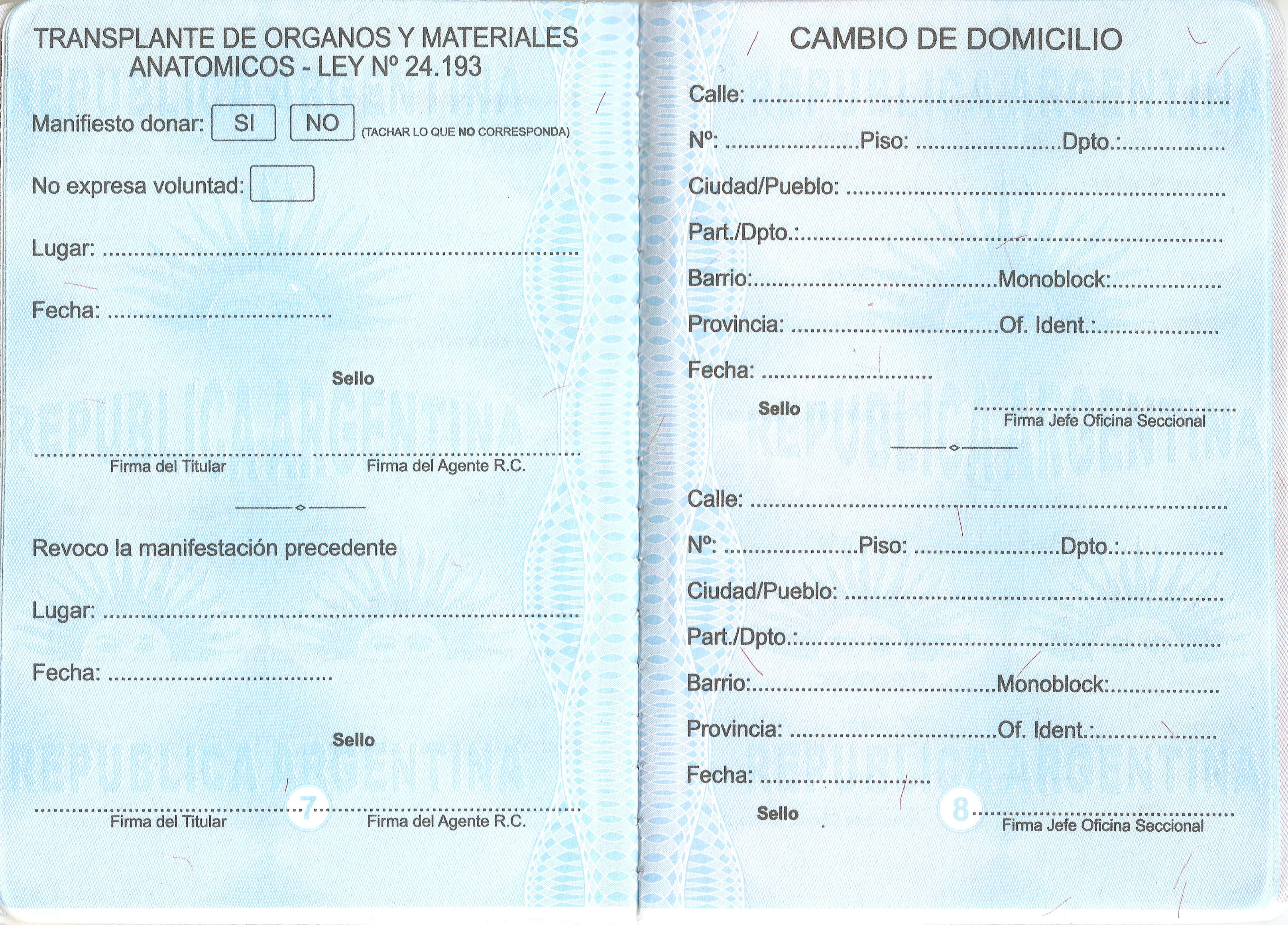
DNI hojas 7 y 8

#### Séptima cara
Trasplante de Órganos y Materiales anatómicos
El artículo 20 de la Ley 24.193 dice:

Los canales habilitados para receptar las expresiones de voluntad previstas en el artículo 19 de las personas capaces mayores de DIECIOCHO (18) años son los siguientes:

a) Instituto Nacional Central Único Coordinador de Ablación e Implante (Incucai);
b) Registro Nacional de las Personas (Renaper);
c) Registros del Estado Civil y Capacidad de las Personas;
d) Autoridades sanitarias jurisdiccionales, a través de los organismos jurisdiccionales y de los establecimientos asistenciales públicos y privados habilitados a tal fin;
e) Policía Federal;
f) Correo Oficial de la República Argentina Sociedad Anónima.
Las manifestaciones de aquellas personas que, ante la realización de cualquier trámite ante el Registro Nacional de las Personas (Renaper) o Registros del Estado Civil y Capacidad de las Personas, deseen expresarla, deberán ser receptadas por los funcionarios designados por los mencionados organismos a tal efecto y asentadas en el documento nacional de identidad del declarante.
Las instituciones consignadas en los incisos b), c), d) y e) deberán comunicar en forma inmediata al Instituto Nacional Central Único Coordinador de Ablación e Implante (Incucai) las manifestaciones de voluntad recibidas a efectos del cumplimiento de lo dispuesto en el artículo 44 inciso n).
El Correo Oficial de la República Argentina Sociedad Anónima, a solicitud de cualquier ciudadano capaz mayor de DIECIOCHO (18) años, expedirá en forma gratuita telegrama al Instituto Nacional Central Único Coordinador de Ablación e Implante (Incucai), en el que conste la negativa del remitente a donar sus órganos y tejidos para después de su muerte.
Las manifestaciones de voluntad ante cualquiera de los organismos mencionados no podrán tener costo alguno para el declarante.
La reglamentación podrá establecer otras formas y modalidades que faciliten las expresiones de voluntad.
(Artículo sustituido por art. 1° de la Ley N° 26.326 B.O. 26/12/2007).«Ley 24.193» (web). Ley 24.193 actualizada por las normas complementarias. 2009. Consultado el 25 de abril de 2009.</ref>

Revocación:
Se dispone del espacio para dejar sin efecto la reglamentación de donación de los órganos, en caso de que la persona presente arrepentimiento.

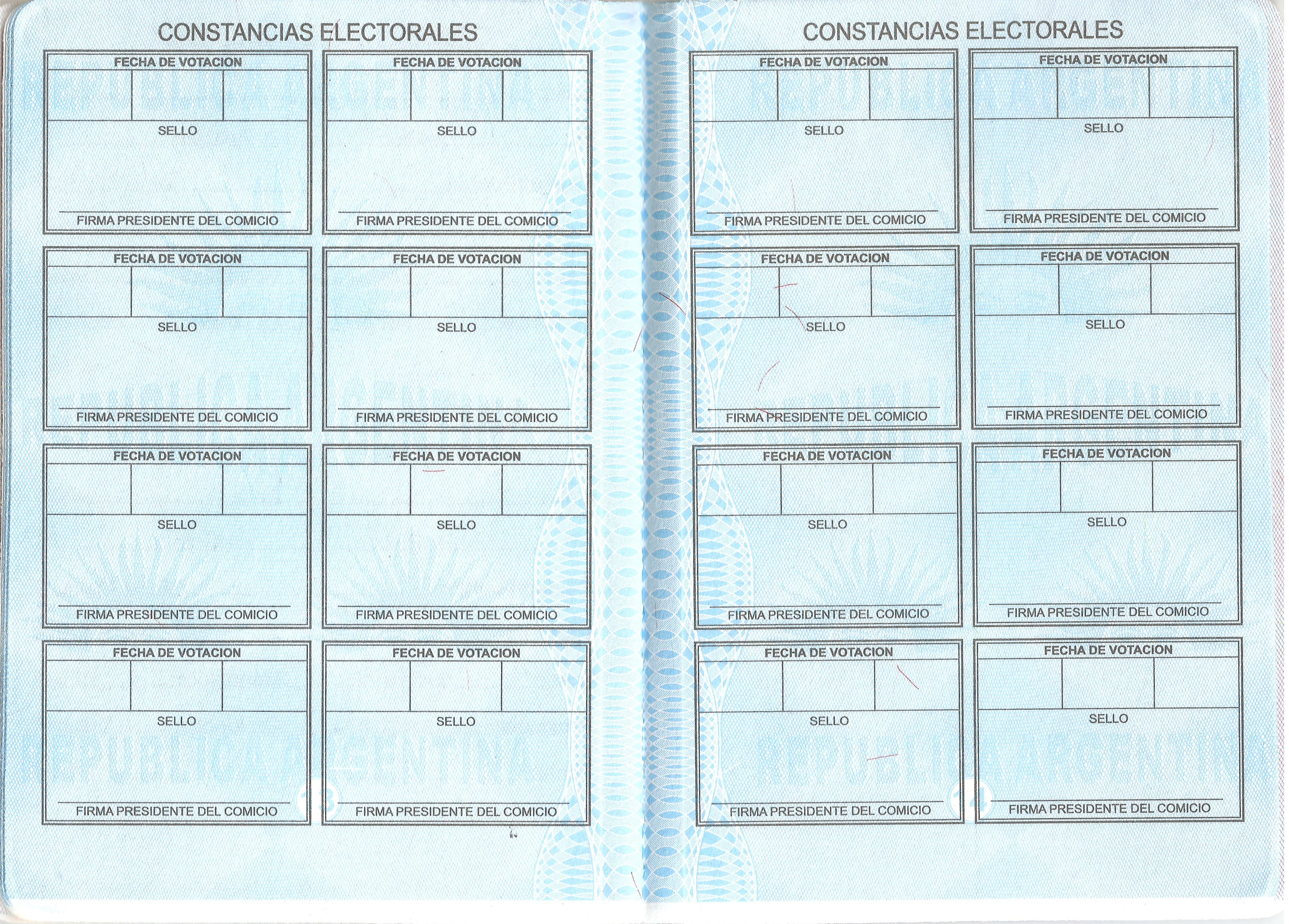
DNI hojas 13 y 14

#### Octava a la duodécima cara
Cambio de domicilio: Artículo 47 de la Ley 17.671. Se disponía de 10 lugares para inscribir los cambios domicilios que la persona tuviese. Se encuentra los campos de: calle, número, piso, departamento, ciudad/pueblo, barrio, monoblock, provincia, oficina de identificación, fecha del cambio, sello y firma de la autoridad.

#### Decimotercera a la decimosexta cara
Constancias electorales: Se poseía de 32 espacios para asentar las constancias electorales de la persona. Cada constancia se compone del sello de los comicios (cada acto electoral tiene un sello distinto), luego la fecha de votación y la firma del presidente de la mesa.

### D.N.I. Tarjeta (formato antiguo)

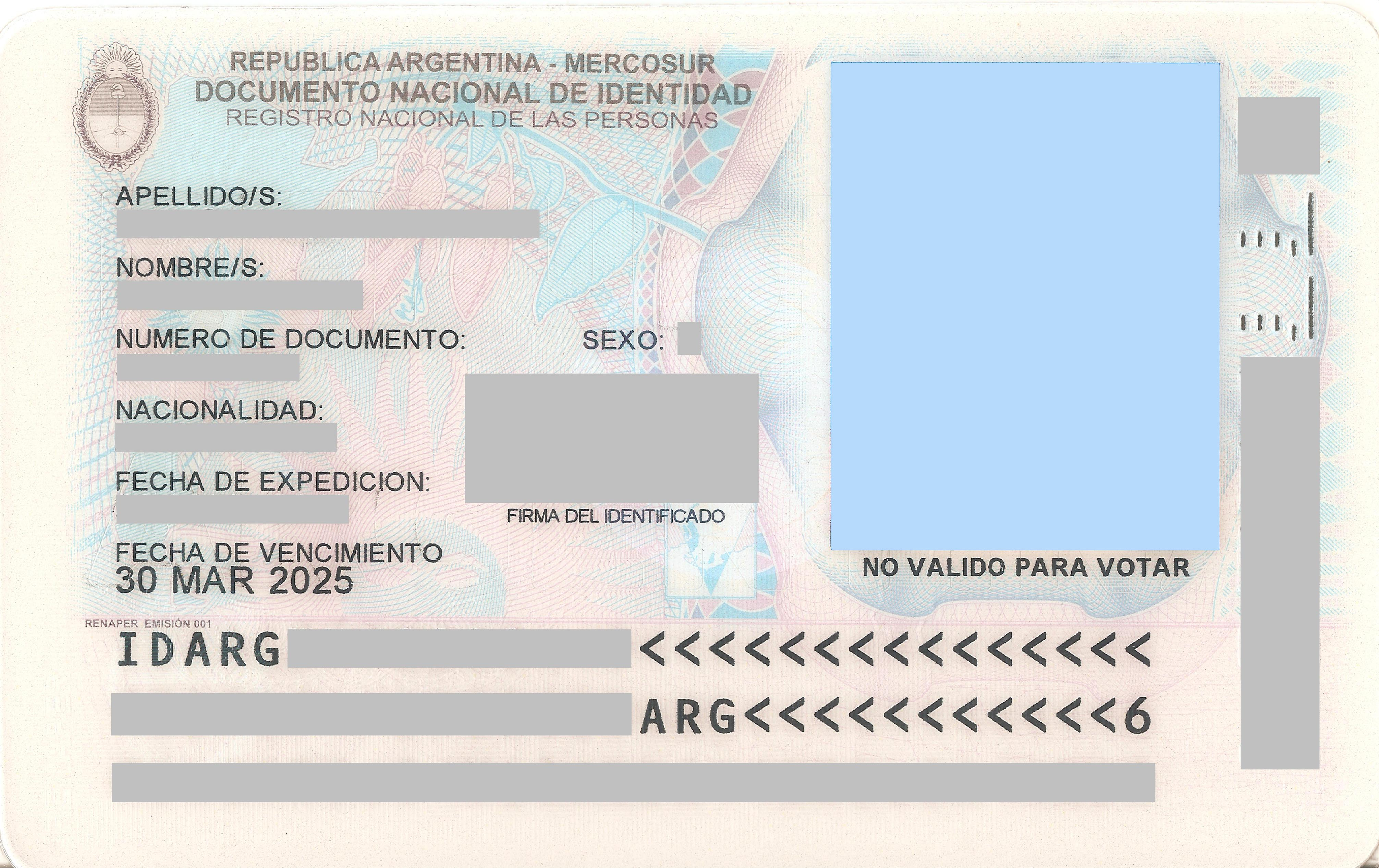
Portada del DNI de formato tarjeta

El D.N.I. tarjeta fue pensado para su uso cotidiano y así evitar los problemas que se le ocasionaban a la persona que extraviaba su D.N.I. único.
Sería expedido a todo aquel ciudadano argentino o extranjero con residencia permanente, mayor de 16 años. El D.N.I Tarjeta cumple con las mismas funciones que el D.N.I. Libreta, a excepción del sufragio en caso de elecciones, donde deberá presentar únicamente el D.N.I. Libreta.

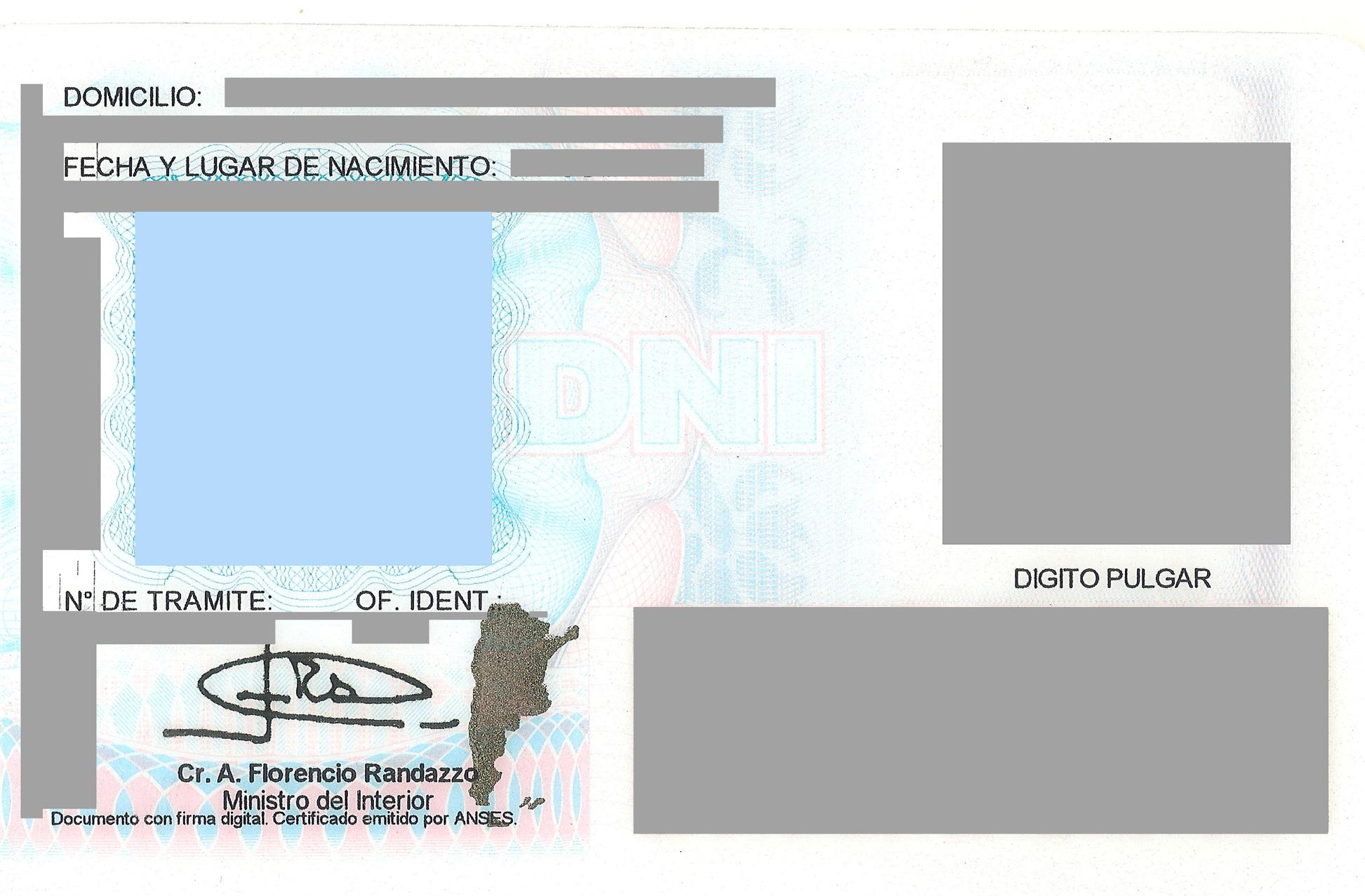
Reverso del DNI tarjeta

#### Primera cara
El frente del D.N.I. Tarjeta presentaba el número identificatorio impreso en con láser, foto, el apellido, nombre, número de documento, nacionalidad, sexo, fecha de expedición y vencimiento del D.N.I., firma y código de identificación digital.
Como elementos de seguridad figuran imágenes de variaciones ópticas, imagen latente, fondos numismáticos y fondos de guilloches.

#### Segunda cara
En la segunda cara se encontraba el código de identificación digital (PDF417), domicilio, fecha y lugar de nacimiento y la huella digital del pulgar. 
Como elementos de seguridad se encuentran:
- Nanotextos con el nombre, apellido, número de documento y nacionalidad de la persona.
- Fondos numismáticos.
- Imagen fotográfica de la persona en monocolor modulada en guilloches.
- Imagen del territorio argentino en tinta OVI.

### D.N.I. Tarjeta (Formato Pre-biométrico)
El DNI Tarjeta fue actualizado en 2012 con un nuevo formato para mayores y menores de edad.
Este se lo conoció como "DNI Tarjeta" o "Nuevo DNI tarjeta", suprimiendo el formato "Libreta".
Tuvo diversas modificaciones a lo largo del tiempo, hasta la llegada de la versión biométrica.

### Primera cara
El frente del DNI presentaba el número identificatorio impreso con láser, foto, el apellido, nombre, número de documento, nacionalidad, sexo, fecha de expedición y vencimiento del DNI, firma y código de identificación digital.
Como elementos de seguridad figuran imágenes de variaciones ópticas, imagen latente, fondos numismáticos y fondos de guilloches (básicamente igual a la segunda cara de los antiguos DNI Libreta otorgados con formato tarjeta).

### Segunda cara
En la segunda cara se encuentra el código de identificación digital (Código de barras PDF417), domicilio, fecha y lugar de nacimiento y la huella dactilar del pulgar. 
Como elementos de seguridad se encuentran:
- Nanotextos con el nombre, apellido, número de documento y nacionalidad de la persona.
- Fondos numismáticos.
- Imagen fotográfica de la persona en monocolor modulada en guilloches.
- Imagen del territorio argentino en tinta OVI.

## Generaciones de DNI
Las primeras generaciones de DNI que se emitieron difieren bastante de las actuales. En primer lugar, la posición de los datos de la primera y segunda cara no era perpendicular a la apertura como lo es ahora, además no poseían el lacre protector para la primera cara, es decir, la que contiene la foto. Las medidas de seguridad del documento no eran más que los sellos oficiales que tuviera. Las hojas no tenían marcas de agua ni filamentos fosforescentes, característicos de un billete.
Las generaciones posteriores fueron incrementando progresivamente la cantidad de elementos de seguridad.
Las denominaciones de los antiguos ejemplares de DNI eran las siguientes:
1. DNI Original (DNI Ejemplar A)
2. DNI Duplicado (DNI Ejemplar B)
3. DNI Triplicado (DNI Ejemplar C)
4. DNI Cuatruplicado (DNI Ejemplar D)
5. DNI Quintuplicado (DNI Ejemplar E)

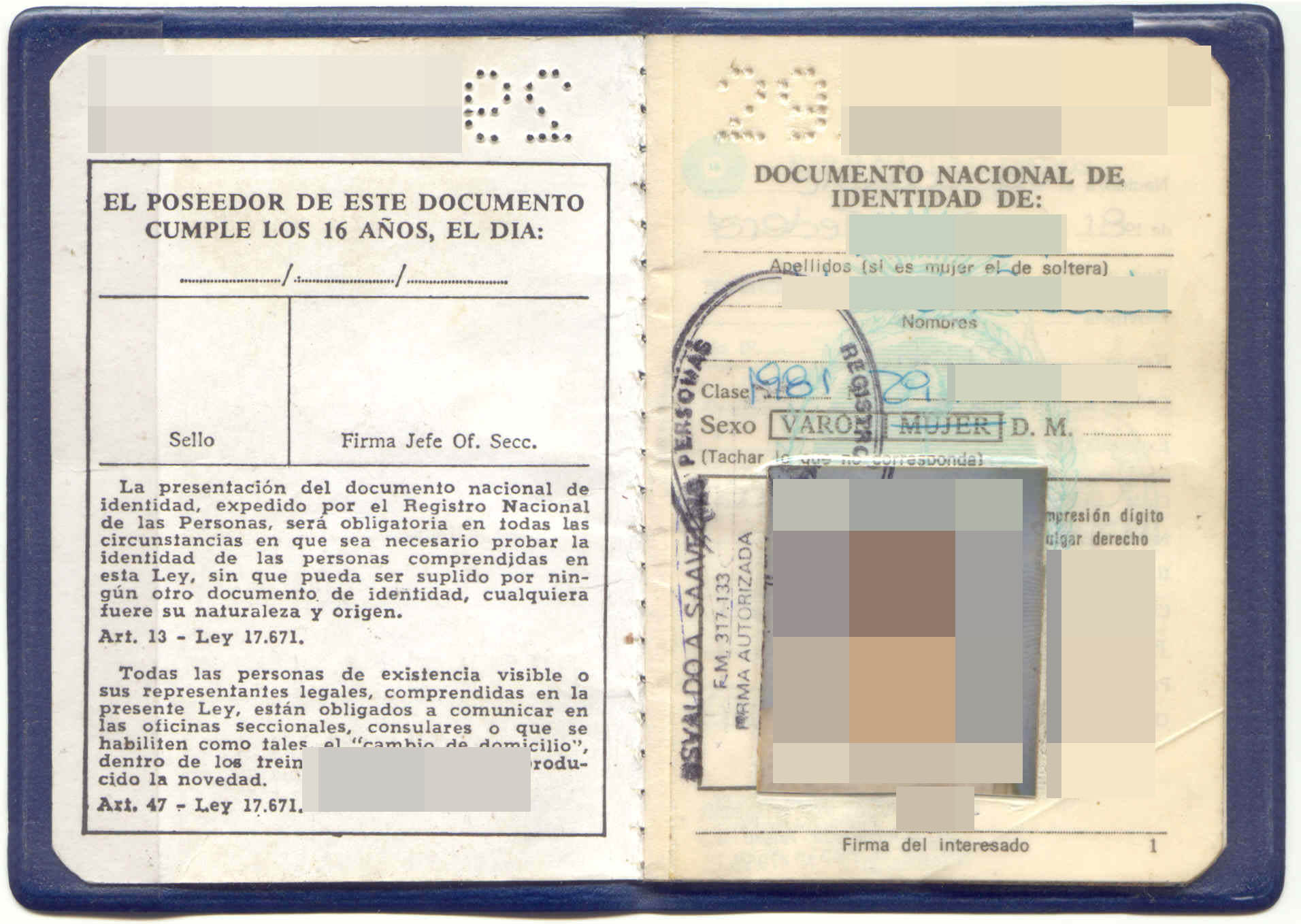
Fotografía 1ª Hoja (antiguo DNI Argentino tipo libreta).
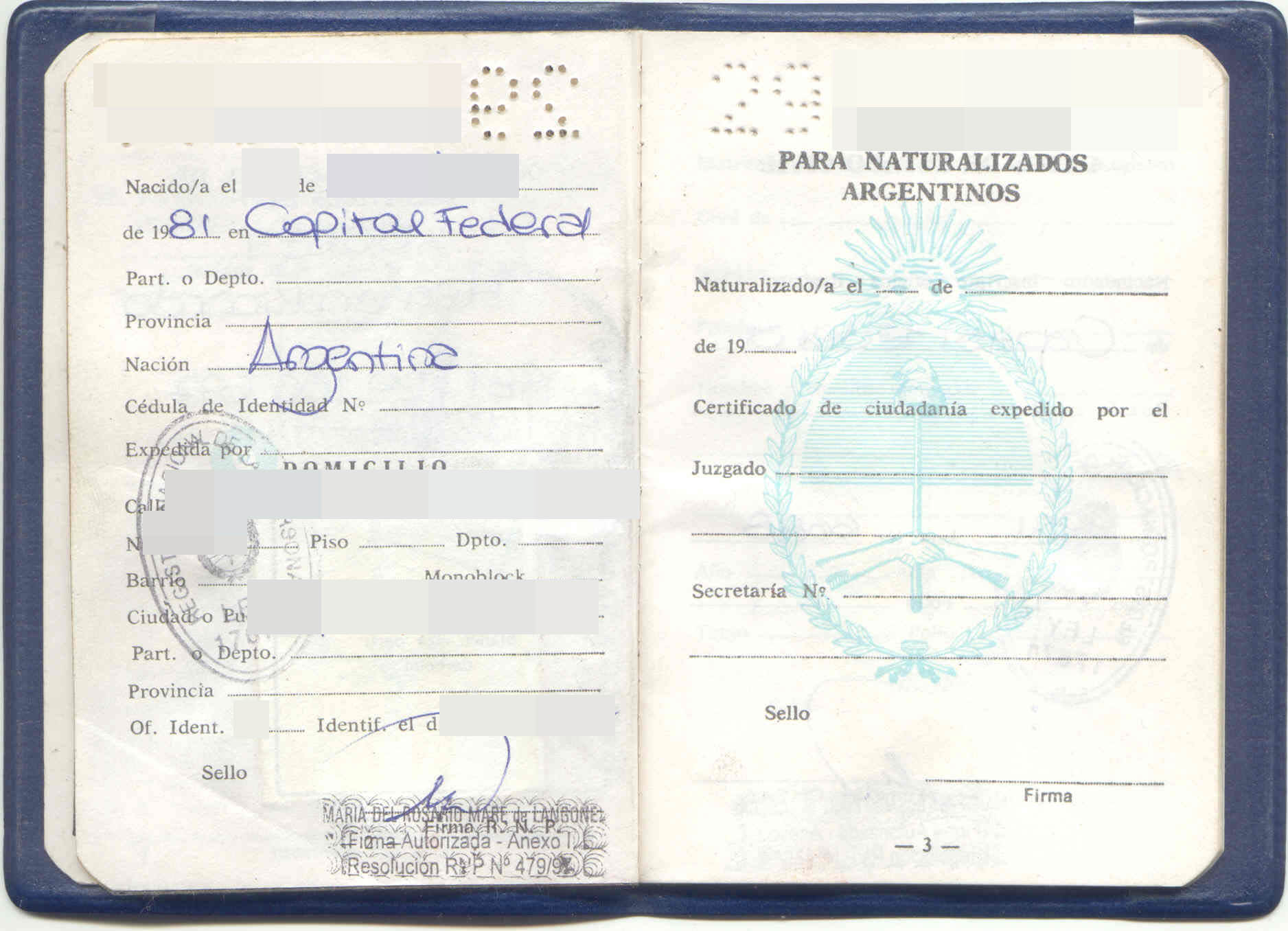
Fotografía 2ª y 3ª Hoja (antiguo DNI Argentino tipo libreta).
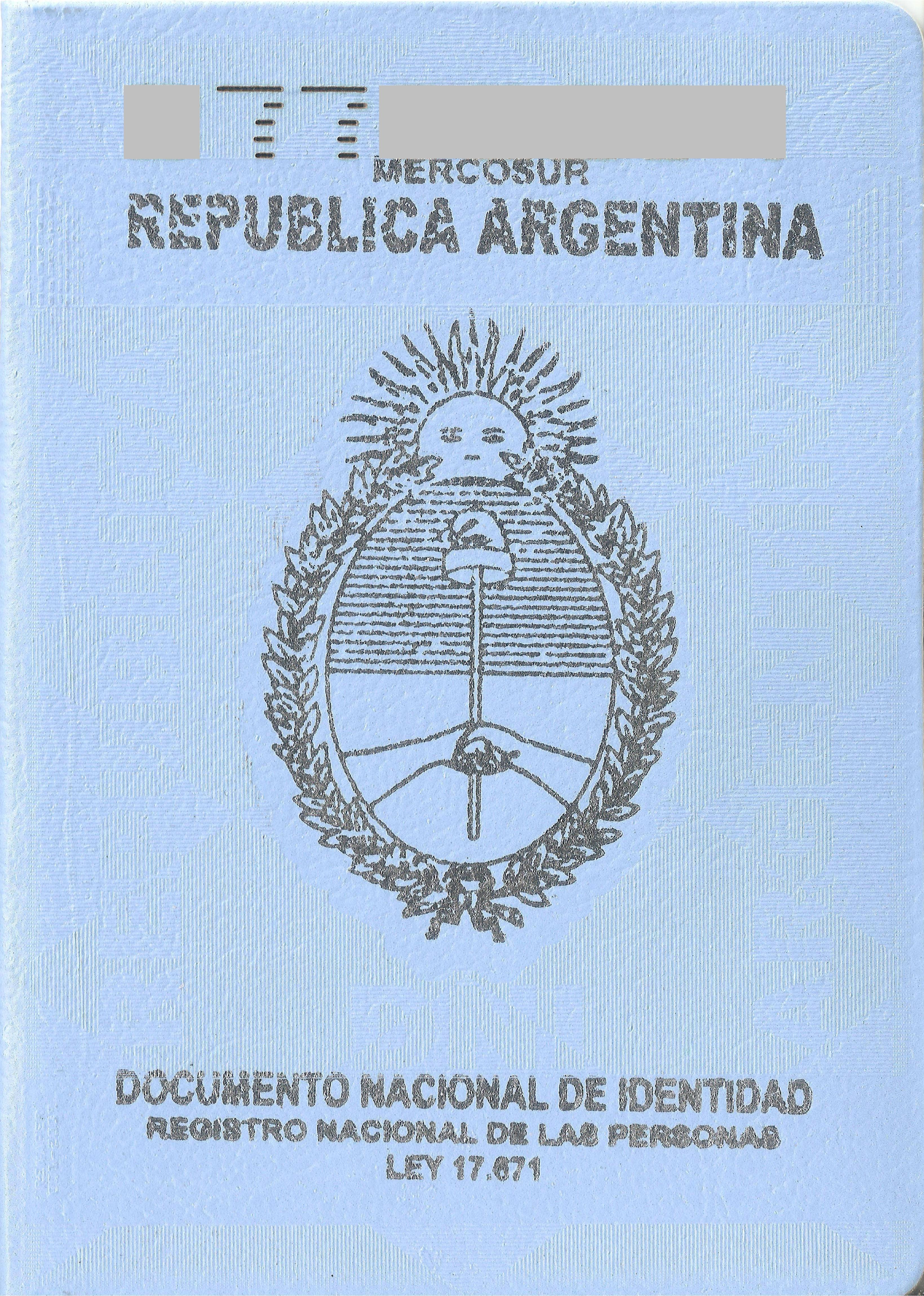
DNI libreta celeste suprimido (2009-2012)
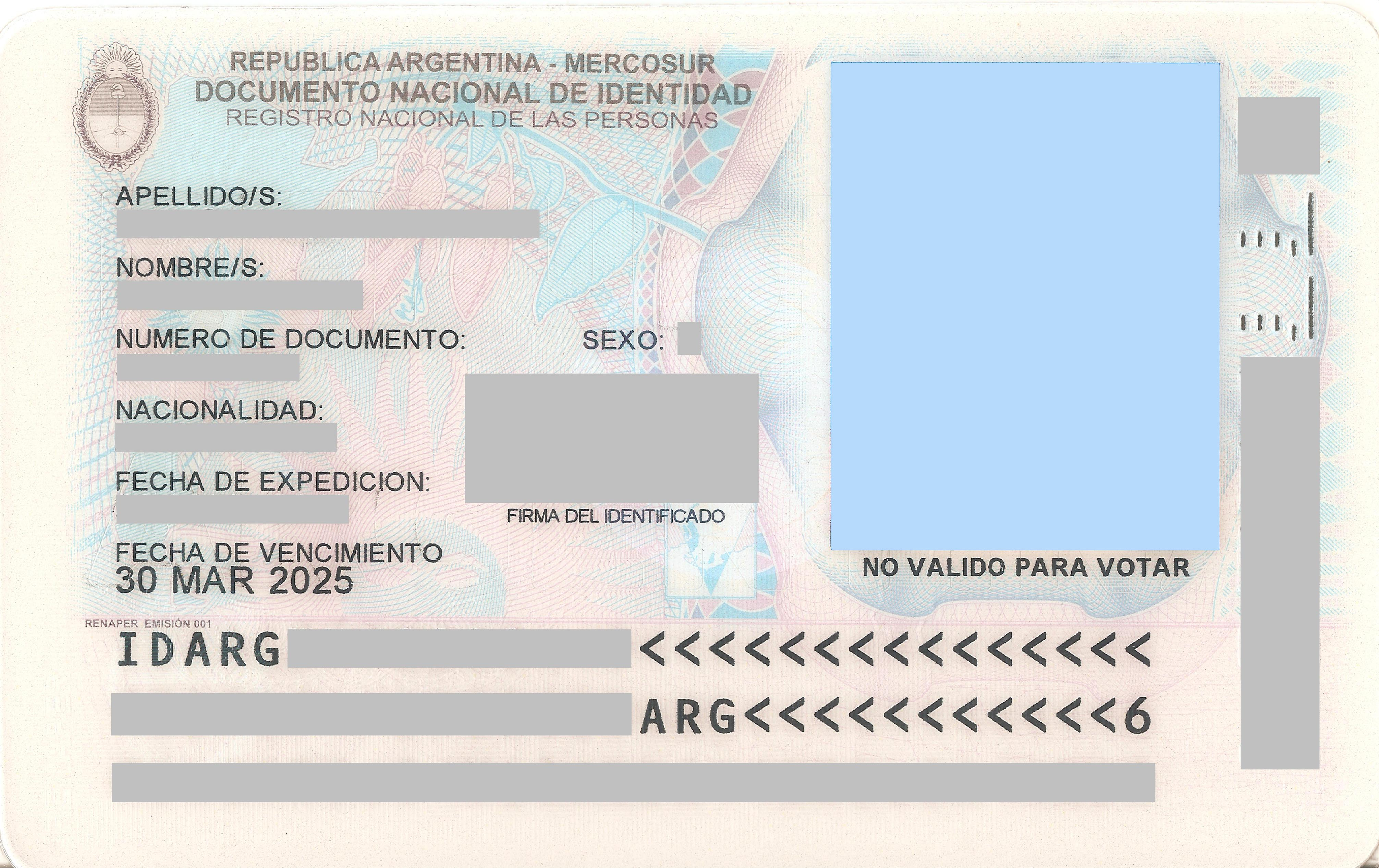
Portada del DNI de formato tarjeta, antiguo diseño (2009-2012). Esta tarjeta venía acompañado por el DNI libreta suprimido en 2012.
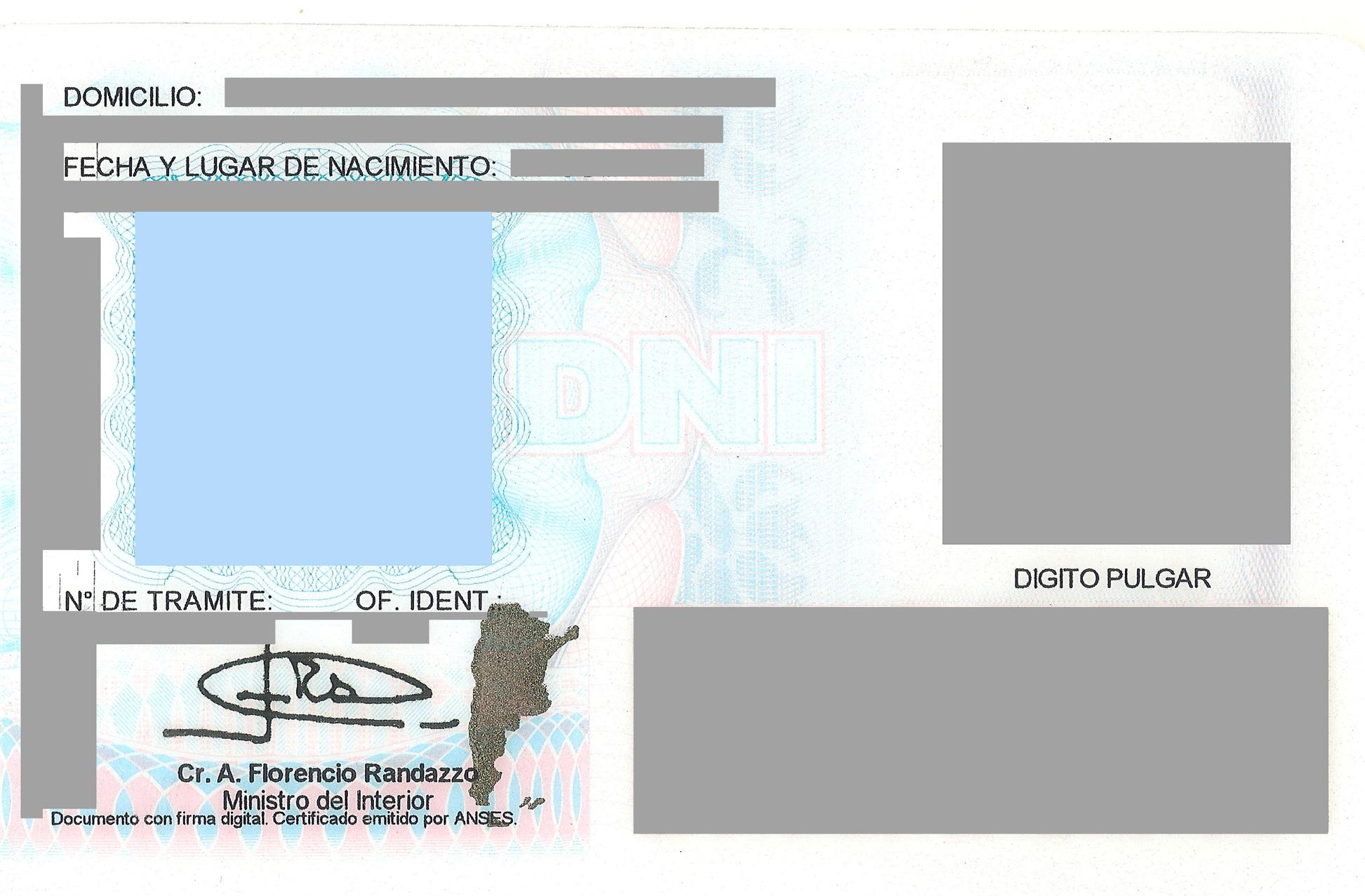
Reverso de la primera generación del DNI tarjeta, (2009-2012).
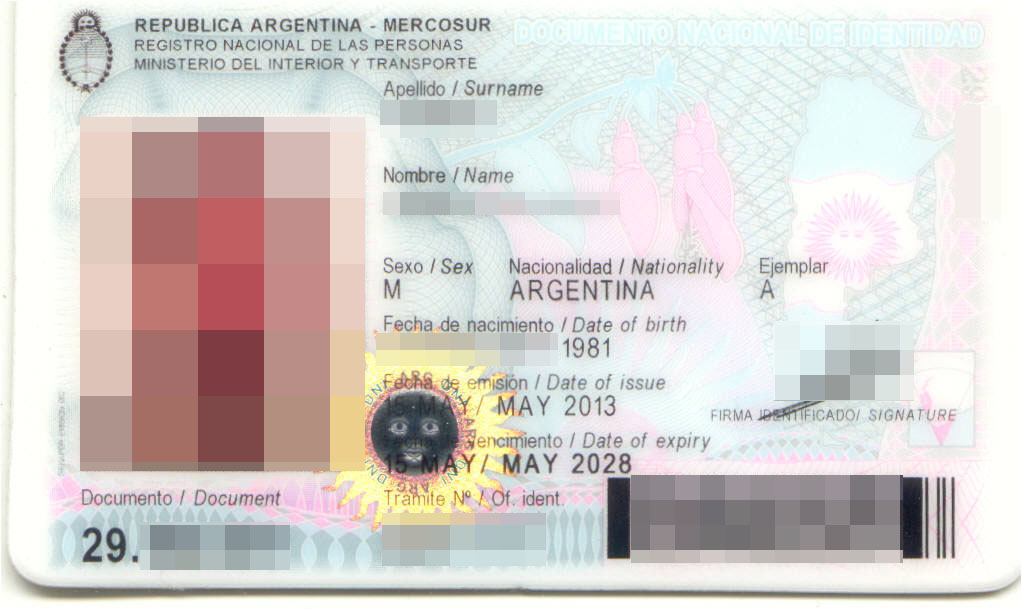
Portada de la segunda generación del DNI formato tarjeta (2012-2020).
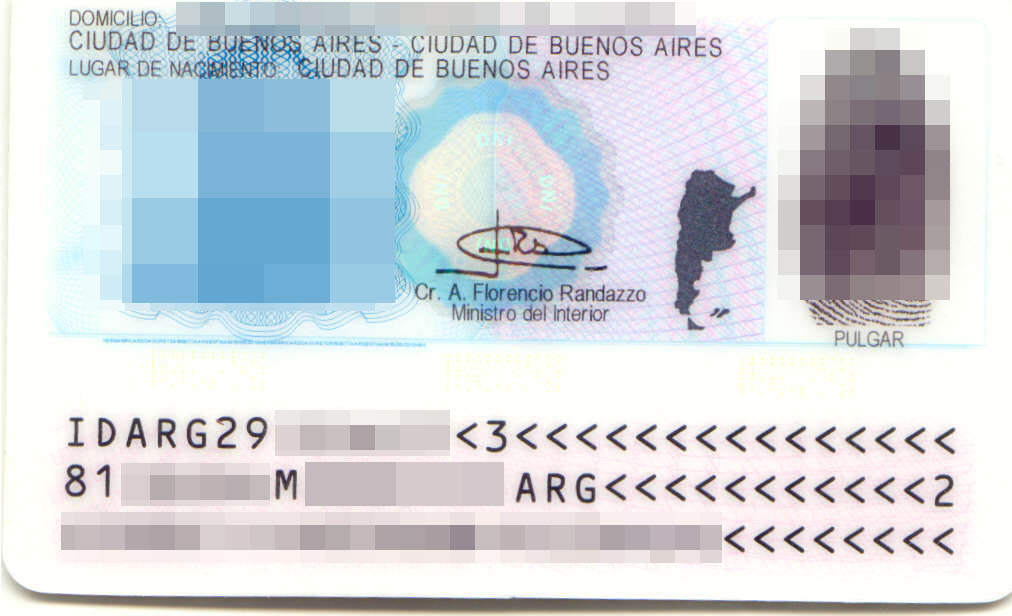
Reverso de la segunda generación del DNI formato tarjeta (2012-2020).
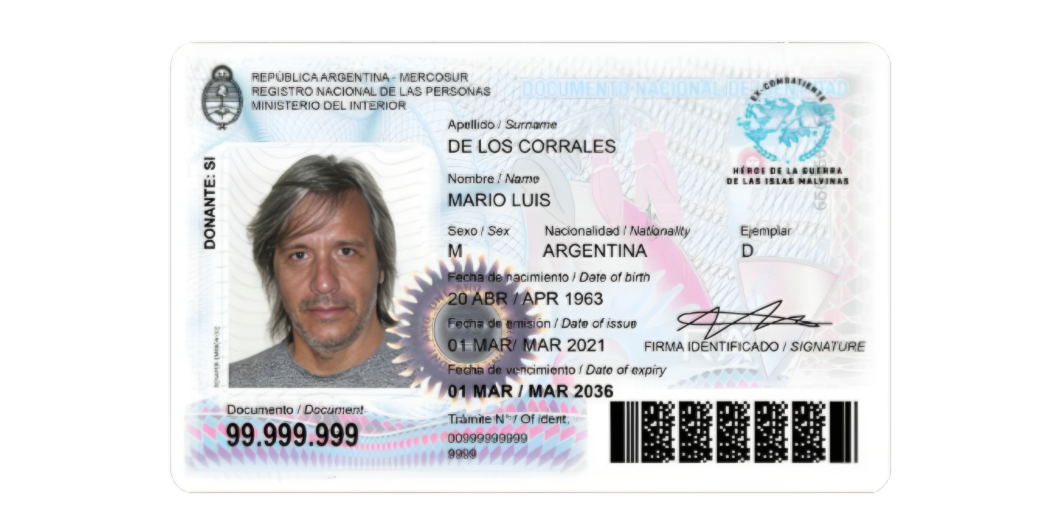
DNI argentino para excombatientes de las Islas Malvinas, con sello distintivo
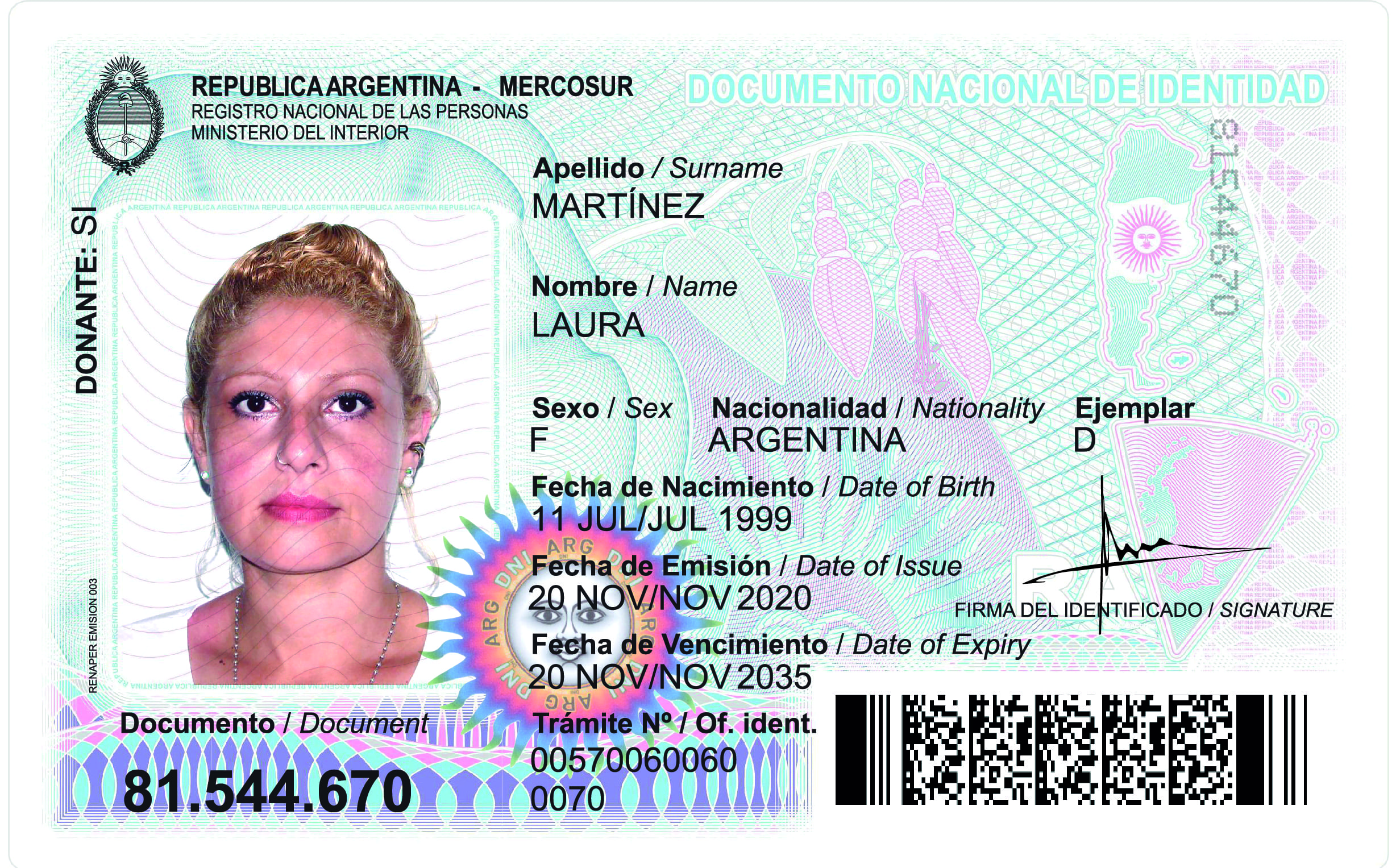
DNI Argentino pre-biométrico, que incluía la Antártida Argentina.
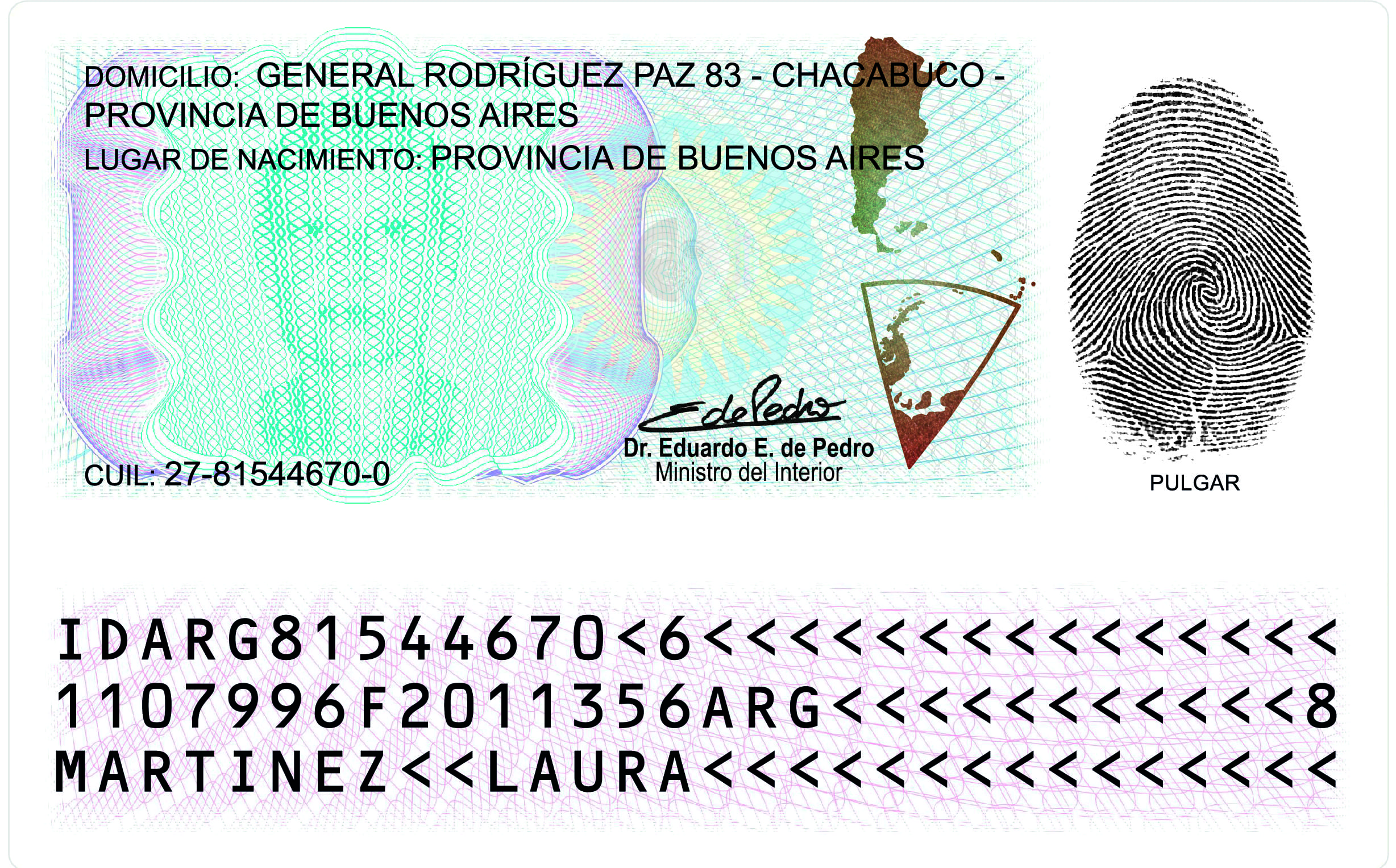
Reverso del DNI Argentino pre-biométrico, que incluía la Antártida Argentina.

## DNI argentino como documento de viaje
Para viajar fuera de Argentina o retornar al país, los argentinos requieren documentos de identidad o documentos de viaje para transitar y pasar los controles migratorios en aeropuertos o fronteras terrestres; sin embargo hay países a los que los argentinos pueden viajar solo con el DNI, sin la necesidad de portar el Pasaporte argentino o  Visa de Viaje, gracias a acuerdos internacionales.
Argentina es un Miembro asociado de la Comunidad Andina y un Miembro fundador del Mercosur, por lo que los ciudadanos argentinos pueden ingresar a los países miembros de estos acuerdos solo con la presentación de su DNI, así mismo los ciudadanos de los países miembros pueden ingresar a Argentina solo con la presentación de su respectivo Documento de identidad, además Argentina y Brasil son los únicos países del cono sur que permiten el ingreso de ciudadanos venezolanos sin visa, así mismo los argentinos y brasileños, pueden ingresar a Venezuela por principio de reciprocidad:
| Comunidad Andina | Documentos de viaje permitidos                            | Mercosur  | Documentos de viaje permitidos                                |
| Bolivia          | Cédula de identidad boliviana Pasaporte boliviano         | Argentina | Documento nacional de identidad argentino Pasaporte argentino |
| Colombia         | Cédula de ciudadanía colombiana Pasaporte colombiano      | Bolivia   | Cédula de identidad boliviana Pasaporte boliviano             |
| Ecuador          | Cédula de ciudadanía ecuatoriana Pasaporte ecuatoriano    | Brasil    | Carteira de Identidade brasileña Pasaporte brasileño          |
| Perú             | Documento nacional de identidad peruano Pasaporte peruano | Chile     | Cédula de identidad chilena Pasaporte chileno                 |
|                  |                                                           | Colombia  | Cédula de ciudadanía colombiana Pasaporte colombiano          |
|                  |                                                           | Ecuador   | Cédula de ciudadanía ecuatoriana Pasaporte ecuatoriano        |
|                  |                                                           | Paraguay  | Cédula de identificación civil paraguaya Pasaporte paraguayo  |
|                  |                                                           | Perú      | Documento nacional de identidad peruano Pasaporte peruano     |
|                  |                                                           | Uruguay   | Cédula de identidad uruguaya Pasaporte uruguayo               |
|                  |                                                           | Venezuela | Cédula de identidad venezolana Pasaporte venezolano           |

## Norma ISO 9001
El Registro Nacional de las Personas certificó su Sistema de Gestión de Calidad bajo los criterios de la Norma ISO 9001, como organismo encargado de producir los DNI y los pasaportes argentinos.